# 1988
| [ Edytuj tabelę ]                                                  | |
| Przewodniczący Rady Państwa                                        | - 1985 Wojciech Jaruzelski 1989 |
| Premier Polski                                                     | - 1985 Zbigniew Messner 1988 - 1988 Mieczysław Rakowski 1989 |
| Prezydent Polski na uchodźstwie                                    | - 1986 Kazimierz Sabbat 1989 |
| Premier rządu RP na uchodźstwie                                    | - 1986 Edward Szczepanik 1990 |
| I sekretarz KC PZPR                                                | - 1981 Wojciech Jaruzelski 1989 |
| Prezydent Afganistanu                                              | - 1987 Mohammad Nadżibullah 1992 |
| Premier Afganistanu                                                | - 1981 Sultan Ali Kesztmand 1988 - 1988 Mohammad Hasan Szark 1989 |
| Przywódca Albanii                                                  | - 1985 Ramiz Alia 1991 |
| Premier Albanii                                                    | - 1982 Adil Çarçani 1991 |
| Prezydent Algierii                                                 | - 1979 Szadli Bendżedid 1992 |
| Premier Algierii                                                   | - 1984 Abdelhamid Brahimi 1988 - 1988 Kasdi Merbah 1989 |
| Współksiążęta Andory                                               | - 1971 Joan Martí i Alanís 2003 - 1981 François Mitterrand 1995 |
| Premier Andory                                                     | - 1984 Josep Pintat-Solans 1990 |
| Prezydent Angoli                                                   | - 1979 José Eduardo dos Santos 2017 |
| Premier Antigui i Barbudy                                          | - 1981 Vere Cornwall Bird 1994 |
| Król Arabii Saudyjskiej                                            | - 1982 Fahd ibn Abd al-Aziz Al Su’ud 2005 |
| Prezydent Argentyny                                                | - 1983 Raúl Alfonsín 1989 |
| Premier Australii                                                  | - 1983 Bob Hawke 1991 |
| Prezydent Austrii                                                  | - 1986 Kurt Waldheim 1992 |
| Kanclerz Austrii                                                   | - 1986 Franz Vranitzky 1997 |
| Premier Bahamów                                                    | - 1973 Lynden Pindling 1992 |
| Emir Bahrajnu                                                      | - 1971 Isa ibn Salman Al Chalifa 1999 |
| Premier Bahrajnu                                                   | - 1970 Chalifa ibn Salman Al Chalifa 2020 |
| Prezydent Bangladeszu                                              | - 1983 Hossain Mohammad Ershad 1990 |
| Premier Bangladeszu                                                | - 1986 Mizanur Rahman Chowdhury 1988 - 1988 Moudud Ahmed 1989 |
| Premier Barbadosu                                                  | - 1987 Erskine Sandiford 1994 |
| Prezydent Birmy                                                    | - 1981 San Yu 1988 - 1988 Sein Lwin 1988 - 1988 Aye Ko 1988 - 1988 Maung Maung 1988 |
| Premier Birmy                                                      | - 1977 Maung Maung Kha 1988 - 1988 Tun Tin 1988 |
| Król Belgów                                                        | - 1951 Baudouin 1993 |
| Premier Belgii                                                     | - 1981 Wilfried Martens 1992 |
| Premier Belize                                                     | - 1984 Manuel Esquivel 1989 |
| Prezydent Beninu                                                   | - 1972 Mathieu Kérékou 1991 |
| Król Bhutanu                                                       | - 1972 Jigme Singye Wangchuck 2006 |
| Premier Bhutanu                                                    | - 1964 urząd zniesiony 1998 |
| Prezydent Boliwii                                                  | - 1985 Víctor Paz Estenssoro 1989 |
| Prezydent Botswany                                                 | - 1980 Quett Masire 1998 |
| Prezydent Brazylii                                                 | - 1985 José Sarney 1989 |
| Sułtan Brunei                                                      | - 1967 Hassanal Bolkiah |
| Przywódca Bułgarii                                                 | - 1954 Todor Żiwkow 1989 |
| Premier Bułgarii                                                   | - 1986 Georgi Atanasow 1990 |
| Prezydent Burkiny Faso                                             | - 1987 Blaise Compaoré 2014 |
| Prezydent Burundi                                                  | - 1987 Pierre Buyoya 1993 |
| Premier Burundi                                                    | - 1978 urząd zniesiony 1988 - 1988 Adrien Sibomana 1993 |
| Prezydent Chile                                                    | - 1973 Augusto Pinochet 1990 |
| Przewodniczący ChRL                                                | - 1983 Li Xiannian 1988 - 1988 Yang Shangkun 1993 |
| Premier Chin                                                       | - 1987 Li Peng 1998 |
| Prezydent Cypru                                                    | - 1977 Spiros Kiprianu 1988 - 1988 Jorgos Wasiliu 1993 |
| Prezydent Cypru Północnego                                         | - 1983 Rauf Denktaş 2005 |
| Prezydent Czadu                                                    | - 1982 Hissène Habré 1990 |
| Premier Czadu                                                      | - 1982 urząd zniesiony 1991 |
| Prezydent Czechosłowacji                                           | - 1975 Gustáv Husák 1989 |
| Premier Czechosłowacji                                             | - 1970 Lubomír Štrougal 1988 - 1988 Ladislav Adamec 1989 |
| Król Danii                                                         | - 1972 Małgorzata II 2024 |
| Premier Danii                                                      | - 1982 Poul Schlüter 1993 |
| Dalajlama                                                          | - 1940 Tenzin Gjaco |
| Prezydent Dominikany                                               | - 1986 Joaquín Balaguer 1996 |
| Prezydent Dominiki                                                 | - 1983 Clarence Seignoret 1993 |
| Premier Dominiki                                                   | - 1980 Eugenia Charles 1995 |
| Prezydent Dżibuti                                                  | - 1977 Hasan Guled Aptidon 1999 |
| Premier Dżibuti                                                    | - 1978 Barkat Gourad Hamadou 2001 |
| Prezydent Egiptu                                                   | - 1981 Husni Mubarak 2011 |
| Premier Egiptu                                                     | - 1986 Atif Sidki 1996 |
| Prezydent Ekwadoru                                                 | - 1984 León Febres Cordero Ribadeneyra 1988 - 1988 Rodrigo Borja Cevallos 1992 |
| Prezydent Etiopii                                                  | - 1987 Mengystu Hajle Marjam 1991 |
| Premier Etiopii                                                    | - 1987 Fikre Selassie Wogderess 1989 |
| Przew. Komisji Europejskiej                                        | - 1985 Jacques Delors (Francja) 1995 |
| Prezydent Fidżi                                                    | - 1987 Penaia Ganilau 1993 |
| Premier Fidżi                                                      | - 1987 Kamisese Mara 1992 |
| Prezydent Filipin                                                  | - 1986 Corazon Aquino 1992 |
| Prezydent Finlandii                                                | - 1981 Mauno Koivisto 1994 |
| Premier Finlandii                                                  | - 1987 Harri Holkeri 1991 |
| Prezydent Francji                                                  | - 1981 François Mitterrand 1995 |
| Premier Francji                                                    | - 1986 Jacques Chirac 1988 - 1988 Michel Rocard 1991 |
| Prezydent Gabonu                                                   | - 1967 Omar Bongo 2009 |
| Premier Gabonu                                                     | - 1975 Léon Mébiame 1990 |
| Prezydent Gambii                                                   | - 1970 Dawda Kairaba Jawara 1994 |
| Prezydent Ghany                                                    | - 1981 Jerry John Rawlings 2001 |
| Prezydent Grecji                                                   | - 1985 Christos Sardzetakis 1990 |
| Premier Grecji                                                     | - 1981 Andreas Papandreu 1989 |
| Premier Grenady                                                    | - 1984 Herbert Blaize 1989 |
| Prezydent Gujany                                                   | - 1985 Desmond Hoyte 1992 |
| Premier Gujany                                                     | - 1985 Hamilton Green 1992 |
| Prezydent Gwatemali                                                | - 1986 Marco Vinicio Cerezo Arévalo 1991 |
| Prezydent Gwinei                                                   | - 1984 Lansana Conté 2008 |
| Premier Gwinei                                                     | - 1984 urząd zniesiony 1996 |
| Prezydent Gwinei Bissau                                            | - 1984 João Bernardo Vieira 1999 |
| Premier Gwinei Bissau                                              | - 1984 urząd zniesiony 1991 |
| Prezydent Gwinei Równikowej                                        | - 1979 Teodoro Obiang Nguema Mbasogo |
| Premier Gwinei Równikowej                                          | - 1982 Cristino Seriche Bioko 1992 |
| Prezydent Haiti                                                    | - 1986 Henri Namphy 1988 - 1988 Leslie Manigat 1988 - 1988 Henri Namphy 1988 - 1988 Prosper Avril 1990 |
| Premier Haiti                                                      | - 1988 Martial Célestin 1988 |
| Król Hiszpanii                                                     | - 1975 Jan Karol I 2014 |
| Premier Hiszpanii                                                  | - 1982 Felipe González 1996 |
| Król Holandii                                                      | - 1980 Beatrycze 2013 |
| Premier Holandii                                                   | - 1982 Ruud Lubbers 1994 |
| Prezydent Hondurasu                                                | - 1986 José Azcona del Hoyo 1990 |
| Najwyższy przywódca Iranu                                          | - 1979 Ruhollah Chomejni 1989 |
| Prezydent Iranu                                                    | - 1981 Ali Chamenei 1989 |
| Premier Iranu                                                      | - 1981 Mir-Hosejn Musawi 1989 |
| Prezydent Iraku                                                    | - 1979 Saddam Husajn 2003 |
| Premier Iraku                                                      | - 1979 Saddam Husajn 1991 |
| Prezydent Indii                                                    | - 1987 Ramaswamy Venkataraman 1992 |
| Premier Indii                                                      | - 1984 Rajiv Gandhi 1989 |
| Prezydent Indonezji                                                | - 1967 Suharto 1998 |
| Prezydent Irlandii                                                 | - 1976 Patrick Hillery 1990 |
| Premier Irlandii                                                   | - 1987 Charles Haughey 1992 |
| Prezydent Islandii                                                 | - 1980 Vigdís Finnbogadóttir 1996 |
| Premier Islandii                                                   | - 1987 Þorsteinn Pálsson 1988 - 1988 Steingrímur Hermannsson 1991 |
| Prezydent Izraela                                                  | - 1983 Chaim Herzog 1993 |
| Premier Izraela                                                    | - 1986 Icchak Szamir 1992 |
| Premier Jamajki                                                    | - 1980 Edward Seaga 1989 |
| Cesarz Japonii                                                     | - 1926 Hirohito 1989 |
| Premier Japonii                                                    | - 1987 Noboru Takeshita 1989 |
| Prezydent Jemenu Południowego                                      | - 1986 Hajdar Abu Bakr al-Attas 1990 |
| Prezydent Jemenu Północnego                                        | - 1978 Ali Abd Allah Salih 1990 |
| Król Jordanii                                                      | - 1952 Husajn 1999 |
| Premier Jordanii                                                   | - 1985 Zajd ar-Rifa’i 1989 |
| Prezydent Jugosławii                                               | - 1987 Łazar Mojsow 1988 - 1988 Raif Dizdarević 1989 |
| Premier Jugosławii                                                 | - 1986 Branko Mikulić 1989 |
| Prezydent Kamerunu                                                 | - 1982 Paul Biya |
| Premier Kamerunu                                                   | - 1984 urząd zniesiony 1991 |
| Przywódca Ludowej Republiki Kampuczy                               | - 1972 Heng Samrin 1992 |
| Premier Republiki Kampuczy                                         | - 1985 Hun Sen 1993 |
| Premier Kanady                                                     | - 1984 Brian Mulroney 1993 |
| Emir Kataru                                                        | - 1972 Chalifa ibn Ahmad 1995 |
| Premier Kataru                                                     | - 1971 Chalifa ibn Ahmad 1995 |
| Prezydent Kenii                                                    | - 1978 Daniel Moi 2002 |
| Prezydent Kiribati                                                 | - 1983 Ieremia Tabai 1991 |
| Prezydent Kolumbii                                                 | - 1986 Virgilio Barco Vargas 1990 |
| Prezydent Konga                                                    | - 1979 Denis Sassou-Nguesso 1992 |
| Premier Konga                                                      | - 1984 Ange Édouard Poungui 1989 |
| Patriarcha Konstantynopola                                         | - 1972 Dymitr I 1991 |
| Prezydent Korei Południowej                                        | - 1980 Chun Doo-hwan 1988 - 1988 Roh Tae-woo 1993 |
| Premier Korei Południowej                                          | - 1987 Kim Chung-yul 1988 - 1988 Lee Hyun-jae (p.o.) 1988 - 1988 Lee Hyun-jae 1988 - 1988 Kang Young-hoon (p.o.) 1988 - 1988 Kang Young-hoon 1990 - 1988 Kim Jong-pil (p.o.) 1988 - 1988 Kim Jong-pil 2000 |
| Prezydent KRLD                                                     | - 1972 Kim Il Sŏng 1994 |
| Premier KRLD                                                       | - 1986 Ri Gŭn Mo 1988 - 1988 Yŏn Hyŏng Muk 1992 |
| Prezydent Kostaryki                                                | - 1986 Óscar Arias Sánchez 1990 |
| Przewodniczący Rady Państwa Kuby                                   | - 1976 Fidel Castro 2008 |
| Emir Kuwejtu                                                       | - 1977 Dżabir III 2006 |
| Premier Kuwejtu                                                    | - 1978 Sad al-Abd Allah as-Salim as-Sabah 2003 |
| Prezydent Laosu                                                    | - 1975 Tiao Souphanouvong 1991 - 1986 Phoumi Vongvichit (p.o.) 1991 |
| Król Lesotho                                                       | - 1966 Moshoeshoe II 1990 |
| Premier Lesotho                                                    | - 1986 Justin Lekhanya 1991 |
| Prezydent Libanu                                                   | - 1982 Amin al-Dżumajjil 1988 - 1988 Salim al-Huss (p.o.) (międzynarodowo uznany) 1989 - 1988 Michel Aoun (p.o.) (międzynarodowo nieuznany) 1990                                                           |
| Premier Libanu                                                     | - 1987 Salim al-Huss 1990 - 1988 Michel Aoun (nieuznawany na arenie międzynarodowej) 1990 |
| Prezydent Liberii                                                  | - 1980 Samuel Doe 1990 |
| Przywódca Libii                                                    | - 1969 Mu’ammar al-Kaddafi 2011 |
| Premier Libii                                                      | - 1987 Umar Mustafa al-Muntasir 1990 |
| Sekretarz generalny PKL Libii                                      | - 1984 Miftah al-Usta Umar 1990 |
| Książę Liechtensteinu                                              | - 1938 Franciszek Józef II 1989 |
| Premier Liechtensteinu                                             | - 1978 Hans Brunhart 1993 |
| Premier Litwyna emigracji                                          | - 1987 Stasys Lozoraitis (junior) 1991 |
| Wielki książę Luksemburga                                          | - 1964 Jan 2000 |
| Premier Luksemburga                                                | - 1984 Jacques Santer 1995 |
| Prezydent Madagaskaru                                              | - 1975 Didier Ratsiraka 1993 |
| Premier Madagaskaru                                                | - 1977 Désiré Rakotoarijaona 1988 - 1988 Victor Ramahatra 1991 |
| Prezydent Malawi                                                   | - 1966 Hastings Kamuzu Banda 1994 |
| Prezydent Malediwów                                                | - 1978 Maumun ̓Abdul Gajum 2008 |
| Król Malezji                                                       | - 1984 Iskandar 1989 |
| Premier Malezji                                                    | - 1981 Mahathir bin Mohamad 2003 |
| Prezydent Mali                                                     | - 1968 Moussa Traoré 1991 |
| Premier Mali                                                       | - 1986 Mamadou Dembelé 1988 - 1988 urząd zniesiony 1991 |
| Prezydent Malty                                                    | - 1987 Paul Xuereb 1989 |
| Premier Malty                                                      | - 1987 Edward Fenech Adami 1996 |
| Król Maroka                                                        | - 1961 Hassan II 1999 |
| Premier Maroka                                                     | - 1986 Izz ad-Din al-Araki 1992 |
| Prezydent Mauretanii                                               | - 1984 Maawija uld Sid’Ahmad Taja 2005 |
| Premier Mauretanii                                                 | - 1984 Maawija uld Sid’Ahmad Taja 1992 |
| Premier Mauritiusa                                                 | - 1982 Anerood Jugnauth 1995 |
| Prezydent Meksyku                                                  | - 1982 Miguel de la Madrid 1988 - 1988 Carlos Salinas de Gortari 1994 |
| Prezydent Mikronezji                                               | - 1987 John Haglelgam 1991 |
| Przewodniczący Państwowej Rady Przywrócenia Ładu i Porządku Mjanmy | - 1988 Saw Maung 1992 |
| Premier Mjanmy                                                     | - 1988 Saw Maung 1992 |
| Książę Monako                                                      | - 1949 Rainier III 2005 |
| Minister stanu Monako                                              | - 1985 Jean Ausseil 1991 |
| Przewodniczący Prezydium Wielkiego Churału Ludowego Mongolii       | - 1984 Dżambyn Batmönch 1990 |
| Premier Mongolii                                                   | - 1984 Dumaagijn Sodnom 1990 |
| Prezydent Mozambiku                                                | - 1986 Joaquim Chissano 2005 |
| Premier Mozambiku                                                  | - 1986 Mário da Graça Machungo 1994 |
| Sekretarz generalny NATO                                           | - 1984 Peter Carington (Wielka Brytania) 1988 - 1988 Manfred Wörner (Niemcy) 1994 |
| Prezydent Nauru                                                    | - 1986 Hammer DeRoburt 1989 |
| Król Nepalu                                                        | - 1972 Birendra 2001 |
| Premier Nepalu                                                     | - 1986 Marich Man Singh Shrestha 1990 |
| Prezydent Niemiec                                                  | - 1984 Richard von Weizsäcker 1994 |
| Kanclerz Niemiec                                                   | - 1982 Helmut Kohl 1998 |
| Prezydent Nigru                                                    | - 1987 Ali Saibou 1993 |
| Premier Nigru                                                      | - 1983 Hamid Algabid 1988 - 1988 Mamane Oumarou 1989 |
| Prezydent Nigerii                                                  | - 1985 Ibrahim Babangida 1993 |
| Prezydent Nikaragui                                                | - 1985 Daniel Ortega 1990 |
| Król Norwegii                                                      | - 1957 Olaf V 1991 |
| Premier Norwegii                                                   | - 1986 Gro Harlem Brundtland 1989 |
| Premier Nowej Zelandii                                             | - 1984 David Lange 1989 |
| Przewodniczący Rady Państwa NRD                                    | - 1976 Erich Honecker 1989 |
| Premier NRD                                                        | - 1976 Willi Stoph 1989 |
| Sułtan Omanu                                                       | - 1970 Kabus ibn Sa’id 2020 |
| Sekretarz generalny ONZ                                            | - 1982 Javier Pérez de Cuéllar (Peru) 1991 |
| Prezydent Pakistanu                                                | - 1978 Muhammad Zia ul-Haq 1988 - 1988 Ghulam Ishaq Khan 1993 |
| Premier Pakistanu                                                  | - 1985 Mohammad Khan Junejo 1988 - 1988 Benazir Bhutto 1990 |
| Prezydent Palau                                                    | - 1985 Lazarus Salii 1988 - 1988 Thomas Remengesau (tymcz.) 1989 |
| Prezydent Panamy                                                   | - 1985 Eric Arturo Delvalle (p.o.) 1988 - 1988 Manuel Solís Palma (p.o.) 1989 |
| Wojskowy przywódca Panamy                                          | - 1983 Manuel Noriega 1989 |
| Papież                                                             | - 1978 Jan Paweł II 2005 |
| Premier Papui-Nowej Gwinei                                         | - 1985 Paias Wingti 1988 - 1988 Rabbie Namaliu 1992 |
| Prezydent Paragwaju                                                | - 1954 gen. Alfredo Stroessner 1989 |
| Prezydent Peru                                                     | - 1985 Alan García Pérez 1990 |
| Premier Peru                                                       | - 1987 Guillermo Larco Cox 1988 - 1988 Armando Villanueva del Campo 1989 |
| Prezydent Południowej Afryki                                       | - 1984 Pieter Botha 1989 |
| Prezydent Portugalii                                               | - 1986 Mário Soares 1996 |
| Premier Portugalii                                                 | - 1985 Anibal Cavaco Silva 1995 |
| Sekretarz generalny Rady Europy                                    | - 1984 Marcelino Oreja Aguirre (Hiszpania) 1989 |
| Prezydent Republiki Środkowoafrykańskiej                           | - 1981 André Kolingba 1993 |
| Premier Republiki Środkowoafrykańskiej                             | - 1981 urząd zniesiony 1991 |
| Prezydent Republiki Zielonego Przylądka                            | - 1975 Aristides Pereira 1991 |
| Premier Republiki Zielonego Przylądka                              | - 1975 Pedro Pires 1991 |
| Prezydent Rumunii                                                  | - 1967 Nicolae Ceaușescu 1989 |
| Premier Rumunii                                                    | - 1982 Constantin Dăscălescu 1989 |
| Prezydent Rwandy                                                   | - 1973 Juvénal Habyarimana 1994 |
| Premier Saint Kitts i Nevis                                        | - 1983 Kennedy Simonds 1995 |
| Premier Saint Lucia                                                | - 1982 John Compton 1996 |
| Premier Saint Vincent i Grenadyn                                   | - 1984 James Fitz-Allen Mitchell 2000 |
| Prezydent Salwadoru                                                | - 1984 José Napoleón Duarte 1989 |
| O le Ao o le Malo Samoa                                            | - 1962 Malietoa Tanumafili II 2007 |
| Premier Samoa                                                      | - 1985 Vaʻai Kolone 1988 - 1988 Tofilau Eti Alesana 1998 |
| Kapitanowie regenci San Marino                                     | - 1987 Rossano Zafferani Gian Franco Terenzi 1988 - 1988 Umberto Barulli Rosolino Martelli 1988 - 1988 Luciano Cardelli Reves Salvatori 1989                                                               |
| Sekretarz Stanu do spraw Politycznych i Zagranicznych San Marino   | - 1986 Gabriele Gatti 2002 |
| Prezydent Senegalu                                                 | - 1981 Abdou Diouf 2000 |
| Premier Senegalu                                                   | - 1983 urząd zniesiony 1991 |
| Prezydent Seszeli                                                  | - 1977 France-Albert René 2004 |
| Prezydent Sierra Leone                                             | - 1985 Joseph Saidu Momoh 1992 |
| Prezydent Singapuru                                                | - 1985 Wee Kim Wee 1993 |
| Premier Singapuru                                                  | - 1965 Lee Kuan Yew 1990 |
| Prezydent Somalii                                                  | - 1969 Mohammed Siad Barre 1991 |
| Premier Somalii                                                    | - 1987 Muhammad Ali Samatar 1990 |
| Prezydent Sri Lanki                                                | - 1978 Junius Jayewardene 1989 |
| Premier Sri Lanki                                                  | - 1978 Ranasinghe Premadasa 1989 |
| Król Suazi                                                         | - 1986 Ntombi (współpanująca) 2018 - 1986 Mswati III 2018 |
| Premier Suazi                                                      | - 1986 Sotsha Dlamini 1989 |
| Prezydent Sudanu                                                   | - 1986 Ahmad al-Mirghani 1989 |
| Premier Sudanu                                                     | - 1986 Sadik al-Mahdi 1989 |
| Prezydent Surinamu                                                 | - 1982 Fred Ramdat Misier 1988 - 1988 Ramsewak Shankar 1990 |
| Prezydent Syrii                                                    | - 1971 Hafiz al-Asad 2000 |
| Premier Syrii                                                      | - 1987 Mahmud az-Zubi 2000 |
| Prezydent Szwajcarii                                               | - 1988 Otto Stich 1988 |
| Król Szwecji                                                       | - 1973 Karol XVI Gustaw |
| Premier Szwecji                                                    | - 1986 Ingvar Carlsson 1991 |
| Król Tajlandii                                                     | - 1946 Bhumibol Adulyadej 2016 |
| Premier Tajlandii                                                  | - 1980 Prem Tinsulanonda 1988 - 1988 Chatichai Choonhavan 1991 |
| Prezydent Tajwanu                                                  | - 1978 Chiang Ching-kuo 1988 - 1988 Lee Teng-hui 2000 |
| Prezydent Tanzanii                                                 | - 1985 Ali Hassan Mwinyi 1995 |
| Premier Tanzanii                                                   | - 1985 Joseph Warioba 1990 |
| Prezydent Togo                                                     | - 1967 Gnassingbé Eyadéma 2005 |
| Premier Togo                                                       | - 1961 urząd zniesiony 1991 |
| Król Tonga                                                         | - 1965 Taufaʻahau Tupou IV 2006 |
| Premier Tonga                                                      | - 1965 Sione Ngū Manumataongo Uelingatoni 1991 |
| Prezydent Trynidadu i Tobago                                       | - 1987 Noor Hassanali 1997 |
| Premier Trynidadu i Tobago                                         | - 1986 Arthur N.R. Robinson 1991 |
| Prezydent Tunezji                                                  | - 1987 Zajn al-Abidin ibn Ali 2011 |
| Premier Tunezji                                                    | - 1987 Al-Hadi al-Bakkusz 1989 |
| Prezydent Turcji                                                   | - 1980 Kenan Evren 1989 |
| Premier Turcji                                                     | - 1983 Turgut Özal 1989 |
| Prezydent Ugandy                                                   | - 1986 Yoweri Museveni |
| Premier Ugandy                                                     | - 1986 Samson Kisekka 1991 |
| Prezydent Urugwaju                                                 | - 1985 Julio María Sanguinetti 1990 |
| Prezydent USA                                                      | - 1981 Ronald Reagan 1989 |
| Prezydent Vanuatu                                                  | - 1984 George Kalkoa 1989 |
| Premier Vanuatu                                                    | - 1980 Walter Lini 1991 |
| Prezydent Wenezueli                                                | - 1984 Jaime Lusinchi 1989 |
| Prezydent Węgier                                                   | - 1987 Károly Németh 1988 - 1988 Brúnó Ferenc Straub 1989 |
| Premier Węgier                                                     | - 1987 Károly Grósz 1988 - 1988 Miklós Németh 1990 |
| Monarcha Wielkiej Brytanii                                         | - 1952 Elżbieta II 2022 |
| Premier Wielkiej Brytanii                                          | - 1979 Margaret Thatcher 1990 |
| Prezydent Wietnamu                                                 | - 1981 Rada Państwa 1992 |
| Premier Wietnamu                                                   | - 1987 Phạm Hùng 1988 - 1988 Võ Văn Kiệt (p.o.) 1988 - 1988 Đỗ Mười 1991 |
| Prezydent Włoch                                                    | - 1985 Francesco Cossiga 1992 |
| Premier Włoch                                                      | - 1987 Giovanni Goria 1988 - 1988 Ciriaco De Mita 1989 |
| Prezydent WKS                                                      | - 1960 Félix Houphouët-Boigny 1993 |
| Premier WKS                                                        | - 1960 urząd zniesiony 1990 |
| Prezydent Wysp Marshalla                                           | - 1986 Amata Kabua 1996 |
| Prezydent Wysp Świętego Tomasza i Książęcej                        | - 1975 Manuel Pinto da Costa 1991 |
| Prezydent Zambii                                                   | - 1964 Kenneth Kaunda 1991 |
| Prezydent Zairu                                                    | - 1971 Mobutu Sese Seko 1997 |
| Prezydent Zimbabwe                                                 | - 1987 Robert Mugabe 2017 |
| Premier Zimbabwe                                                   | - 1987 urząd zniesiony 2009 |
| Prezydent ZEA                                                      | - 1971 Zajid ibn Sultan Al Nahajjan 2004 |
| Premier ZEA                                                        | - 1979 Raszid ibn Said al-Maktum 1990 |
| Przywódca ZSRR                                                     | - 1985 Michaił Gorbaczow 1991 |
| Premier ZSRR                                                       | - 1985 Nikołaj Ryżkow 1991 |

Rok 1988 / MCMLXXXVIII
stulecia: XIX wiek ~
XX wiek ~
XXI wiek

dziesięciolecia:
1950–1959 •
1960–1969 •
1970–1979 •
1980–1989
• 1990–1999
• 2000–2009
• 2010–2019

lata: 1978 «
1983 «
1984 «
1985 «
1986 «
1987 «
1988
» 1989
» 1990
» 1991
» 1992
» 1993
» 1998

## Wydarzenia w Polsce

### Styczeń
- 1 stycznia:
  - zakończono zagłuszanie Radia Wolna Europa.
  - w Nysie rozpoczęto produkcję samochodu dostawczego FSO Polonez Truck.
  - Brusy, Józefów, Nowogród Bobrzański i Ożarów uzyskały prawa miejskie.
- 9 stycznia:
  - podniesiono banderę na niszczycielu rakietowym ORP „Warszawa”.
  - premiera filmu Pan Samochodzik i praskie tajemnice.
- 16 stycznia – OPZZ zorganizował w Warszawie zjazd ludzi bez mieszkań; była to forma nacisku na rząd wobec katastrofalnego impasu budownictwa mieszkaniowego.
- 26 stycznia – Rada Państwa PRL odznaczyła przywódcę Rumunii Nicolae Ceaușescu Krzyżem Wielkim Orderu Zasługi PRL ze wstęgą. Odznaczenie nie zostało przyjęte.

### Luty
- 1 lutego – wprowadzono podwyżkę cen zaopatrzeniowych i detalicznych oraz cen skupu, połączoną z posunięciami rewaloryzacyjnymi.
- 10 lutego – Sejm uchwalił program II etapu reformy gospodarczej.
- 16 lutego – karnawałowy happening Pomarańczowej Alternatywy we Wrocławiu został rozgoniony przez milicję, część uczestników tymczasowo aresztowano.
- 19 lutego – premiera 1. odcinka serialu Na kłopoty… Bednarski.
- 24 lutego – Rada Państwa ratyfikowała konwencję wiedeńską o ruchu drogowym.

### Marzec
- marzec – zniesiono kartki na czekoladę i wyroby czekoladowe.
- 1 marca – w Jeleniej Górze odbyła się z udziałem Czechosłowacji, NRD i Polski konferencja dotycząca sytuacji ekologicznej w rejonie przygranicznym.
- 7 marca – premiera filmu Śmierć Johna L.
- 8 marca – w 20. rocznicę wydarzeń marcowych 1968 NZS zorganizowało demonstracje studenckie w Warszawie, Krakowie i Lublinie.
- 31 marca – Krzysztof Pajewski został mistrzem świata taekwondo w kategorii do 71 kg.

### Kwiecień
- 17 kwietnia – relikwie św. Andrzeja Boboli zostały złożone w nowo wybudowanym sanktuarium jego imienia w Warszawie.
- 21 kwietnia – w krakowskim więzieniu Montelupich wykonano ostatni w Polsce wyrok śmierci na Stanisławie Czabańskim.
- 25 kwietnia:
  - strajkiem komunikacji miejskiej w Bydgoszczy i Inowrocławiu rozpoczęła się największa po 13 grudnia 1981 fala strajków. Trwałą do 10 maja obejmując kilkadziesiąt zakładów pracy i uczelni. Strajkom towarzyszyły liczne demonstracje. Łącznie wiosenny protest społeczny miał miejsce w 19 z 49 województw, z czego strajki w 9 województwach.
  - premiera filmu Cyrk odjeżdża.
- 26 kwietnia – rozpoczęcie strajku okupacyjnego w Hucie im. Lenina w Krakowie. Został on spacyfikowany w nocy z 4 na 5 maja.

### Maj
- 1 maja – PAP poinformowała, że w pochodach majowych uczestniczyło 9 mln osób. W 14 miastach wojewódzkich odbyły się niezależne manifestacje (kontrpochody), w wyniku starć z milicją dokonano zatrzymań uczestników.
- 2 maja:
  - Gdańsk – początek strajku w Stoczni Gdańskiej. Po dwóch dniach stocznię otoczyły oddziały ZOMO i odcięto łączność telefoniczną. Nazajutrz do stoczni dla podjęcia mediacji przyjechali Tadeusz Mazowiecki, Andrzej Wielowieyski, oraz pełnomocnik Episkopatu. Ich rozmowy z dyrekcją nie dały rezultatów. Protest stoczniowców poparli strajkiem okupacyjnym studenci Uniwersytetu Gdańskiego.
  - premiera filmu Kingsajz.
- 3 maja – utworzono Papieski Wydział Teologiczny w Warszawie.
- 10–22 maja – zorganizowany został pierwszy Festiwal Kultury Żydowskiej w Krakowie (od 1994 organizowany corocznie).
- 15 maja – Sejm nadał rządowi specjalne uprawnienia.
- 19 maja – katastrofa kolejowa transportu wojskowego w Pile, zginęło 10 żołnierzy, a 28 zostało rannych.
- 24 maja – podczas prac rozbiórkowych kamienicy w Środzie Śląskiej została odkryta i częściowo rozgrabiona druga część tzw. skarbu średzkiego; na ten jeden z najcenniejszych skarbów odnalezionych na terenie Europy, składają się średniowieczne monety i klejnoty monarchów czeskich, a najcenniejsze znalezisko to złota korona zdobiona kamieniami szlachetnymi.
- 26 maja – otwarto Instytut „Centrum Zdrowia Matki Polki” w Łodzi.

### Czerwiec
- 4 czerwca – 10 żołnierzy zginęło wskutek zderzenia ciężarówki wojskowej z pociągiem na przejeździe kolejowym pod Bytomiem Odrzańskim.
- 6 czerwca:
  - 150 osobistości wystosowało do Przewodniczącego Rady Państwa list z prośbą o reaktywowanie zarządu i normalizację warunków działania PEN Clubu.
  - odbyła się premiera filmu kryminalnego Zabij mnie glino w reżyserii Jacka Bromskiego.
- 14 czerwca – minister spraw zagranicznych Marian Orzechowski wręczył przedstawicielom 25 państw-sygnatariuszy aktu KBWE memorandum rządu PRL w sprawie ograniczenia zbrojeń i budowy środków zaufania w Europie Środkowej (tzw. plan Jaruzelskiego).
- 19 czerwca – odbyły się wybory do rad narodowych; według władz komunistycznych frekwencja wyniosła 55–56% (dane niezależne podawały 23%), „Solidarność” wezwała do bojkotu.

### Lipiec
- 1 lipca:
  - przewodniczący Klubu Rzymskiego dr Alexander King złożył wizytę Wojciechowi Jaruzelskiemu, obecny był podczas spotkania prof. Adam Schaff.
  - rozpoczęto próbną sprzedaż benzyny bez „kartek”; litr „niebieskiej” – 260 zł, litr „żółtej” – 300 zł.
  - wprowadzono podwyżkę cen skupu artykułów rolnych o 14,5%, równolegle wzrosły jednak ceny nawozów i maszyn rolniczych. Rolnicy zażądali parytetu dochodów ludności rolniczej i nierolniczej.
- 2 lipca – minister obrony narodowej PRL gen. armii Florian Siwicki przyjął obchodzącego 80-tą rocznicę urodzin Włodzimierza Sokorskiego i przekazał mu list gratulacyjny od gen. armii Wojciecha Jaruzelskiego.
- 11 lipca – na szczyt polityczny Układu Warszawskiego przybyli do Warszawy Michaił Gorbaczow, Nicolae Ceaușescu, Erich Honecker, Gustáv Husák i Todor Żiwkow.
- 15–16 lipca – Szczyt Układu Warszawskiego w Warszawie.

### Sierpień
- 1 sierpnia – polskie centrum PEN wznowiło działalność.
- 7 sierpnia – Dorota Nowak-Idzi oraz polska drużyna złotymi medalistkami mistrzostw świata w pięcioboju nowoczesnym kobiet.
- 12 sierpnia – spotkanie kardynała Józefa Glempa i Wojciecha Jaruzelskiego.
- 15 sierpnia:
  - strajki w Polsce 1988: od KWK „Manifest Lipcowy” w Jastrzębiu-Zdroju rozpoczęła się letnia fala strajków, liczniejszych niż wiosną – tym razem strajki objęły ponad 150 tys. osób w 15 województwach.
  - premiera filmu Kogel-mogel.
- 17 sierpnia – po raz pierwszy Polska uzyskała połączenie internetowe ze światem, łączem 9600 bps do Kopenhagi.
- 22 sierpnia – Gdańsk: początek strajku w Stoczni Gdańskiej i Stoczni Północnej. Powołano MKS. W następnych dniach zastrajkowały także stocznie: Remontowa, „Wisła” i „Radunia”. Wojewodowie: katowicki, gdański i szczeciński zostali upoważnieni do wprowadzenia godziny milicyjnej. Została ona wprowadzona na kilka dni w Jastrzębiu, Wodzisławiu, Żorach i Suszcu na Górnym Śląsku.
- 27–28 sierpnia – odbyło się nadzwyczajne plenum KC PZPR, padły na nim propozycje przywrócenia pluralizmu związkowego i dialogu z opozycją.
- 31 sierpnia – odbyło się spotkanie Czesław Kiszczak – Lech Wałęsa; zrodziła się idea „Okrągłego Stołu”.

### Wrzesień
- 3 września – zakończenie strajku w KWK „Manifest Lipcowy” zakończyło strajki w kraju.
- 5 września – prymas Józef Glemp udał się na Białoruś na zaproszenie Filareta, metropolity Mińska i całej Białorusi. Była to pierwsza wizyta głowy polskiego kościoła katolickiego w ZSRR.
- 15 września – Stanisław Skalski, najlepszy polski as myśliwski okresu II wojny światowej, został awansowany do stopnia generała brygady.
- 16 września – rozpoczęły się rozmowy w Magdalence.
- 19 września:
  - rząd Zbigniewa Messnera podał się do dymisji.
  - Juliusz Żuławski został prezesem nowego zarządu PEN-Clubu.
- 25 września – Tomasz Jędrusik ustanowił rekord Polski w biegu na 400 m wynikiem 45,27 s.
- 27 września – Mieczysław Rakowski przystąpił do tworzenia nowego rządu.

### Październik
- 3 października – premiera filmu Klątwa Doliny Węży.
- 13 października – 400-lecie najstarszego w Polsce liceum im. Bartłomieja Nowodworskiego w Krakowie.
- 14 października – Mieczysław Rakowski przedstawił sejmowi skład swojego rządu. Premier poinformował, że odbył rozmowy z przedstawicielami środowisk niezależnych dla pozyskania ich do pracy w rządzie, lecz rozmówcy odnieśli się do tej propozycji z rezerwą.
- 17 października – premiera filmu Trójkąt bermudzki.
- 21 października – Edmund Osmańczyk wystosował list otwarty do premiera w sprawie otwarcia łamów gazety rządowej „Rzeczpospolita” dla ludzi o „innych poglądach”.
- 29 października – Stocznia Gdańska znalazła się w stadium likwidacji.

### Listopad
- 2 listopada:
  - rozpoczęła się 3-dniowa wizyta premier Margaret Thatcher; spotkanie z Wojciechem Jaruzelskim; Józefem Glempem; M.F. Rakowskim i Lechem Wałęsą. Swoją wizytę w Polsce Margaret Thatcher tłumaczyła pragnieniem bezpośredniego poznania sytuacji „w tym fascynującym kraju”.
  - doszło do katastrofy samolotu pasażerskiego PLL LOT An-24 pod Rzeszowem. Zginęła jedna osoba.
- 3 listopada – trwał konflikt NRD – Polska na tle rozgraniczenia wód Zatoki Pomorskiej.
- 4 listopada – LOT ogłosił zamiar dzierżawienia samolotów Boeing 767.
- 11 listopada – w Sejmie uroczysta sesja w 70-lecie niepodległości.
- 14 listopada – Sąd Najwyższy zezwolił wybranym bibliotekom gromadzić „druki zakazane”.
- 15 listopada – Urząd Miasta Warszawy odmówił rejestracji NZS.
- 30 listopada – miała miejsce debata telewizyjna Lech Wałęsa – Alfred Miodowicz.

### Grudzień
- 1 grudnia – podpisano unieważnioną później umowę na produkcję przez FSO modelu samochodu Fiat Uno.
- 3 grudnia – 8 osób zginęło w katastrofie kolejowej w Bielawie Dolnej.
- 5 grudnia – Premier Mieczysław Rakowski zakończył wizytę w NRD, gdzie przeprowadził rozmowy z premierem Willi Stophem oraz został przyjęty przez sekretarza generalnego KC NSPJ Ericha Honeckera
- 6 grudnia – odbył się spis powszechny.
- 7 grudnia – zwodowano okręt transportowo-minowy ORP „Gniezno”.
- 17 grudnia – zarejestrowano Związek Sybiraków.
- 18 grudnia – powstał „Komitet Obywatelski przy Lechu Wałęsie”.
- 19 grudnia – premiera filmu Dziewczynka z hotelu Excelsior.
- 23 grudnia – Sejm PRL uchwalił wniesioną przez rząd Mieczysława Rakowskiego liberalną ustawę o działalności gospodarczej[1], od nazwiska ministra przemysłu zwaną „ustawą Wilczka”[2].
- 24 grudnia – prymas Józef Glemp wystąpił z nowiną wigilijną w telewizji.
- 30 grudnia – w TVP2 wyemitowano premierowy odcinek serialu W labiryncie.

## Wydarzenia na świecie

### Styczeń
- 1 stycznia – Niemcy objęły prezydencję w Radzie Unii Europejskiej.
- 2 stycznia – Kanada i USA zawarły układ o wolnym handlu.
- 13 stycznia – Lee Teng-hui został prezydentem Tajwanu.
- 17 stycznia:
  - w Berlinie Wschodnim grupa niezależnych demonstrantów włączyła się w oficjalne obchody ku czci działaczy komunistycznych. Aresztowano ponad 100 osób, wiele w następnych dniach pozbawiono obywatelstwa i odstawiono do granicy z RFN.
  - w Rzymie Jan Paweł II jako pierwszy papież wystąpił na konferencji prasowej.
- 18 stycznia – w katastrofie samolotu Ił-18D w chińskim mieście Chongqing zginęło 108 osób.
- 25 stycznia – Ramsewak Shankar został prezydentem Surinamu.

### Luty
- 3 lutego – Chiny i Urugwaj nawiązały stosunki dyplomatyczne.
- 5 lutego:
  - dyktator Panamy Manuel Noriega został oskarżony przez sąd federalny w Miami o handel narkotykami.
  - premiera filmu Nieznośna lekkość bytu.
- 6 lutego – założono skrajnie prawicowe ugrupowanie Szwedzcy Demokraci.
- 13–28 lutego – odbyły się XV Zimowe Igrzyska Olimpijskie w Calgary.
- 14 lutego – trzech członków Organizacji Wyzwolenia Palestyny zginęło w zamachu bombowym na Cyprze.
- 20 lutego – parlament zamieszkanego przez Ormian Nagorno-Karabachskiego Obwodu Autonomicznego w Azerbejdżanie ogłosił przyłączenie do Armenii.
- 25 lutego – wielka pokojowa demonstracja w Erywaniu za przyłączeniem Górskiego Karabachu do Armenii.
- 26 lutego – premiera filmu Frantic.
- 27 lutego – w azerskim mieście Sumgait doszło pogromu mniejszości ormiańskiej
- 29 lutego – w wyniku apelacji byłemu dyktatorowi Republiki Środkowoafrykańskiej Jeanowi-Bédelowi Bokassie zamieniono wyrok śmierci na karę dożywotniego pozbawienia wolności.

### Marzec
- 4 marca:
  - otwarto szklaną piramidę w Luwrze.
  - 23 osoby zginęły w katastrofie samolotu Fairchild Hiller FH-227 pod francuskim Fontainebleau.
- 6 marca – brytyjscy agenci służb specjalnych zastrzelili w Gibraltarze trzech nieuzbrojonych członków IRA, podejrzewanych o przygotowywanie zamachu bombowego.
- 12 marca – pierwszy komercyjny start rakiety Ariane 3.
- 13 marca – tunel Seikan łączący japońskie wyspy Honsiu i Hokkaido został oddany do użytku.
- 14 marca:
  - w pobliżu spornych Wysp Spratly na Morzu Południowochińskim doszło do wietnamsko-chińskiej bitwy morskiej. Śmierć poniosło 6 marynarzy chińskich i 64 wietnamskich.
  - po raz pierwszy obchodzono Dzień Liczby Pi
- 16 marca – iracka armia przeprowadziła atak gazowy na kurdyjskie miasto Halabdża. Zginęło ok. 5 tys. osób, kilka tysięcy zostało okaleczonych.
- 17 marca – Kolumbia: 143 osoby zginęły w katastrofie Boeinga 727 linii Avianca.
- 18 marca – całkowite zaćmienie Słońca nad Indonezją i zachodnim Pacyfikiem.
- 22 marca – An-225 Mrija podczas trzygodzinnego lotu na trasie ustanowił 106 rekordów świata.
- 23 marca:
  - rząd Nikaragui i antykomunistyczna organizacja partyzancka Contras zawarły w Sapoa zawieszenie broni w wojnie domowej.
  - Zbigniew Boniek po raz ostatni (80.) wystąpił w piłkarskiej reprezentacji Polski w zremisowanym 1:1 towarzyskim meczu z Irlandią Północną w Belfaście.
- 25 marca:
  - manifestacja świeczkowa w Bratysławie.
  - w Orlando na Florydzie Artur Wojdat jako drugi polski pływak w historii ustanowił rekord świata na 400 m stylem dowolnym (3:47,38).
- 27 marca:
  - izraelski technik nuklearny Mordechaj Vanunu został skazany na 18 lat pozbawienia wolności przez sąd w Jerozolimie za ujawnienie prasie brytyjskiej tajemnic izraelskiego programu nuklearnego.
  - Moudud Ahmed został premierem Bangladeszu.
- 28 marca – odbył się pierwszy komercyjny lot Airbusa A320 (Air France).
- 30 marca – założono Fidesz, węgierską centroprawicową partię polityczną.

### Kwiecień
- 5 kwietnia – arabscy terroryści porwali Boeinga 747 linii Kuwait Airways ze 111 osobami na pokładzie, lecącego z Bangkoku do Kuwejtu i skierowali go do irańskiego Meszhedu, gdzie zażądali od władz kuwejckich zwolnienia 17 szyickich rebeliantów.
- 10 kwietnia:
  - eksplozja w magazynie amunicji na przedmieściach Rawalpindi w Pakistanie. Spadające na Rawalpindi i Islamabad rakiety ze zniszczonego magazynu zabiły ponad 5000 osób.
  - w Japonii otwarto Wielki Most Seto, łączący wyspy Honsiu i Sikoku.
- 11 kwietnia – odbyła się 60. ceremonia wręczenia Oscarów.
- 13 kwietnia – Ciriaco De Mita został premierem Włoch.
- 14 kwietnia – w Genewie, Afganistan, Pakistan, USA i ZSRR, podpisały porozumienie dotyczące zakończenia konfliktu w Afganistanie.
- 16 kwietnia – jeden z przywódców OWP, Chalil al-Wazir, znany pod pseudonimem Abu Dżihad, zginął w zamachu zorganizowanym przez służby specjalne Izraela.
- 18 kwietnia – Operation Praying Mantis: w Zatoce Perskiej marynarka USA zaatakowała i zniszczyła kilka irańskich okrętów i platform wiertniczych, w odwecie za minowanie wód zatoki oraz ataki na tankowce.
- 20 kwietnia:
  - w Moskwie otwarto pierwsze w ZSRR boisko do baseballa.
  - porywacze samolotu kuwejckich linii lotniczych na lotnisku w Algierze uwolnili pozostałych zakładników.
- 22 kwietnia – doszło do pożaru i zatonięcia cypryjskiego tankowca Athenian Venture u wybrzeży kanadyjskiej Nowej Szkocji. Zginęło 24 polskich marynarzy i żony 5 z nich.
- 23 kwietnia – grecki kolarz Kanellos Kanellopoulos ustanowił rekord dystansu pokonanego mięśniolotem (115,11 km).
- 24 kwietnia – we Francji odbyła się I tura wyborów prezydenckich. Do II tury przeszli urzędujący prezydent François Mitterrand i Jacques Chirac.
- 25 kwietnia – Iwan Demianiuk został skazany przez sąd w Izraelu na karę śmierci za zbrodnie popełnione w obozie Treblinka. Wyrok został później uchylony przez izraelski Sąd Najwyższy.
- 28 kwietnia – katastrofa lotu Aloha Airlines 243: 1 osoba zginęła, a 65 zostało rannych wskutek dekompresji po oderwaniu się nad Hawajami fragmentu kadłuba Boeinga 737.
- 30 kwietnia:
  - otwarto wystawę World Expo ’88 w Brisbane.
  - w Dublinie odbył się 33. Konkurs Piosenki Eurowizji, w którym zwyciężył utwór Ne Partez Pas Sans Moi reprezentującej Szwajcarię Kanadyjki Céline Dion.

### Maj
- 1 maja – niemiecki pociąg ICE V ustanowił światowy rekord prędkości (406,9 km/h).
- 3 maja – po przebudowie ponownie otwarto dworzec kolejowy Tel Awiw Merkaz.
- 4 maja – Henderson (Nevada): doszło do wybuchu w zakładach chemicznych, zginęły 2 osoby, a 372 zostały ranne.
- 8 maja – François Mitterrand wygrał wybory prezydenckie we Francji. Przegrany premier Jacques Chirac podał swój rząd do dymisji.
- 9 maja – w Canberze królowa Elżbieta II otwarła Parliament House, nową siedzibę australijskiego parlamentu.
- 10 maja – Michel Rocard został premierem Francji.
- 14 maja – prezydent Francji rozwiązał Zgromadzenie Narodowe i rozpisał nowe wybory.
- 15 maja – Armia Radziecka rozpoczęła wycofywanie się z Afganistanu.
- 16 maja:
  - Algieria i Maroko wznowiły stosunki dyplomatyczne, zerwane w 1975 roku z powodu sporu o przyszłość Sahary Zachodniej.
  - papież Jan Paweł II kanonizował w Asunción trzech męczenników z Paragwaju.
- 20 maja – w Carnarvon w Australii Zachodniej doszło do katastrofy masowca „Korean Star” i wycieku 600 ton oleju napędowego ze zbiorników statku.
- 21 maja:
  - Jan Paweł II otworzył w Watykanie schronisko dla ubogich Donum Mariae.
  - KPZR zdymisjonowała szefów partii w Armenii i Azerbejdżanie w związku z krwawym rozruchami na tle etnicznym.
- 22 maja – reprezentant NRD Ulf Timmermann ustanowił w Chanii na Krecie rekord świata w pchnięciu kulą (23,06 m), jako pierwszy przekraczając granicę 23 metrów.
- 24 maja – lecący z Belize Boeing 737 środkowoamerykańskich linii lotniczych TACA Airlines, po awarii obu silników wylądował awaryjnie na wale przeciwpowodziowym pod Nowym Orleanem. Nikt spośród 38 pasażerów i 7 członków załogi nie zginął.
- 28 maja – Senat Stanów Zjednoczonych, a w kilka godzin później prezydium Rady Najwyższej ZSRR ratyfikowały traktat INF dotyczący likwidacji rakiet krótkiego i średniego zasięgu.
- 29 maja – prezydent Ronald Reagan rozpoczął swoją pierwszą wizytę w ZSRR.

### Czerwiec
- 4 czerwca – w wyniku eksplozji trzech wagonów z ładunkiem heksogenu w pociągu przejeżdżającym przez Arzamas w obwodzie niżnonowogrodzkim w Rosji zginęło 91 osób, a około 1500 zostało rannych.
- 10 czerwca – w RFN rozpoczęły się VIII Mistrzostwa Europy w Piłce Nożnej.
- 11 czerwca – Galina Czistiakowa ustanowiła w Leningradzie rekord świata w skoku w dal (7,52 m).
- 14 czerwca – wybuchł pożar Storm Creek, od którego rozpoczął się trwający do listopada pożar lasów w Yellowstone
- 18 czerwca – turecki premier Turgut Özal został postrzelony podczas spotkania partyjnego w Ankarze.
- 19 czerwca – papież Jan Paweł II kanonizował 117 męczenników wietnamskich.
- 21 czerwca – premiera komedii kryminalnej Kto wrobił królika Rogera? w reżyserii Roberta Zemeckisa.
- 25 czerwca:
  - Europejska Wspólnota Gospodarcza i Rada Wzajemnej Pomocy Gospodarczej zawarły porozumienie o nawiązaniu stosunków pomiędzy obydwiema organizacjami.
  - w finale rozgrywanych w RFN piłkarskich mistrzostw Europy Holandia pokonała ZSRR 2:0.
- 26 czerwca – katastrofa samolotu Airbus A320 linii Air France podczas pokazów lotniczych w Habsheim. Zginęły trzy osoby.
- 27 czerwca – 56 osób zginęło, a 57 zostało rannych w katastrofie kolejowej w Paryżu.
- 30 czerwca – arcybiskup Marcel Lefebvre wyświęcił wbrew Stolicy Apostolskiej czterech biskupów, sprowadzając tym na siebie ekskomunikę.

### Lipiec
- 1 lipca – Grecja objęła prezydencję w Radzie Unii Europejskiej.
- 3 lipca:
  - amerykański krążownik zestrzelił irański samolot pasażerski. Zginęło 290 osób.
  - otwarto Most Mehmeda Zdobywcy, drugą przeprawę mostową przez Bosfor.
- 6 lipca – eksplozja i pożar na platformie wiertniczej „Piper Alpha” na Morzu Północnym. Zginęło 167 osób.
- 11 lipca – napad terrorystyczny na grecki prom wycieczkowy „City of Poros”. Zginęło 9 osób (głównie zagranicznych turystów), rannych zostało 98 osób.
- 12 lipca – została wystrzelona radziecka sonda marsjańska Fobos 2.
- 15 lipca – odbyła się premiera filmu Szklana pułapka.
- 16 lipca – w Indianapolis, Amerykanka Florence Griffith-Joyner ustanowiła nowy rekord świata w biegu na 100 m wynikiem 10,49 s. (niepobity od 21 lat).
- 22 lipca – w Meksyku, Brazylijczyk Robson da Silva ustanowił rekord Ameryki Południowej w biegu na 100 m wynikiem 10,00 s. (niepobity od 21 lat).
- 23 lipca – ZSRR rozpoczął niszczenie rakiet SS-20, zgodnie z Traktatem INF.
- 31 lipca – król Jordanii Husajn formalnie zrzekł się praw do zajętego przez Izrael Zachodniego Brzegu Jordanu, na rzecz Palestyńczyków.

### Sierpień
- 3 sierpnia – Niemiec Mathias Rust, który 28 maja 1987 roku wylądował awionetką na Placu Czerwonym, został przedterminowo zwolniony z radzieckiego więzienia.
- 7 sierpnia – zestrzelenie samolotu BAe-125 prezydenta Botswany Quetta Masirego przez angolskie myśliwce MiG-23; samolot lądował awaryjnie.
- 8 sierpnia:
  - Angola, Kuba i RPA zawarły rozejm podczas wojny w Angoli.
  - w Birmie wybuchło tzw. „Powstanie 8888”, stłumione krwawo przez wojsko.
- 9 sierpnia – Wayne Gretzky, nazywany „najlepszym hokeistą wszech czasów”, zaszokował Kanadyjczyków przechodząc z drużyny Edmonton Oilers do Los Angeles Kings.
- 11 sierpnia – powstała Al-Ka’ida.
- 17 sierpnia:
  - w katastrofie lotniczej w okolicach Bahawalpur zginął prezydent Pakistanu Muhammad Zia ul-Haq, a wraz z nim ambasador Stanów Zjednoczonych i kilkudziesięciu wysokich rangą pakistańskich wojskowych.
  - w Zurychu, Amerykanin Butch Reynolds ustanowił rekord świata w biegu na 400 m wynikiem 43,29 s.
- 20 sierpnia:
  - oficjalnie wszedł w życie rozejm pomiędzy Irakiem a Iranem, zakończyła się wojna iracko-irańska.
  - około 60 tys. ha lasów spłonęło w ciągu doby w amerykańskim Parku Narodowym Yellowstone i jego okolicach (tzw. czarna sobota).
  - w zamachu bombowym dokonanym przez ugrupowanie Tymczasowa IRA na autobus przewożący brytyjskich żołnierzy w Irlandii Północnej zginęło 8 osób, a 28 zostało rannych.
  - w trzęsieniu ziemi o sile 6,6 stopnia w skali Richtera w Nepalu i Indiach zginęło około 1450 osób.
  - Bułgarka Jordanka Donkowa ustanowiła rekord świata w biegu płotkarskim na 100 m wynikiem 12,21 s. (rekord niepobity od 21 lat).
- 23 sierpnia – w rocznicę podpisania paktu Ribbentrop-Mołotow w krajach bałtyckich odbyły się wielkie demonstracje pod hasłami większej autonomii dla tych republik.
- 25 sierpnia – wielki pożar zniszczył część historycznej dzielnicy Lizbony – Chiado.
- 28 sierpnia – podczas pokazów lotniczych w amerykańskiej bazie lotniczej Ramstein w Niemczech Zachodnich doszło do katastrofy, w której zginęło 70 osób, a prawie 1000 odniosło obrażenia.

### Wrzesień
- 9 września – w katastrofie wietnamskiego Tu-134 w Bangkoku zginęło 76 osób.
- 10 września – Usama ibn Ladin założył w Afganistanie Al-Ka’idę.
- 15 września – beatyfikacja Sługi Bożego Józefa Gerarda przez Jana Pawła II.
- 17 września – w Seulu rozpoczęły się XXIV Igrzyska Olimpijskie.
- 18 września – w Birmie doszło do wojskowego zamachu stanu.
- 23 września – premiera amerykańskiego filmu Goryle we mgle w reżyserii Michaela Apteda.
- 25 września – Michael Palin opuścił londyński Reform Club, by rozpocząć realizację serii dokumentalnej Around the World in 80 Days dla BBC.
- 26 września – podczas igrzysk olimpijskich w Seulu kanadyjski sprinter Ben Johnson, po pozytywnym wyniku testu antydopingowego, został zdyskwalifikowany i pozbawiony złotego medalu za zwycięstwo w biegu na 100 m.
- 27 września – birmańska polityk Aung San Suu Kyi założyła opozycyjną wobec rządów wojskowych Narodową Ligę na rzecz Demokracji.
- 28 września – judoka Waldemar Legień zdobył w Seulu złoty medal olimpijski.
- 29 września:
  - rozpoczęła się misja STS-26 wahadłowca Discovery, pierwsza od czasu katastrofy Challengera.
  - w Seulu, Amerykanka Florence Griffith-Joyner ustanowiła rekord świata w biegu na 200 m wynikiem 21,34 s. (rekord niepobity od 21 lat).

### Październik
- 2 października:
  - Magdalena z Canossy została kanonizowana przez Jana Pawła II.
  - w Seulu zakończyły się XXIV Letnie Igrzyska Olimpijskie.
- 7 października – zakrycie Wenus przez Księżyc.
- 11 października – papież Jan Paweł II wygłosił przemówienie na forum Parlamentu Europejskiego w Strasburgu.
- 16 października – San Marino zostało członkiem Rady Europy.
- 19 października:
  - 24 osoby zginęły w katastrofie Boeinga 737 pod Ahmadabadem w zachodnich Indiach.
  - ukazał się album Look Sharp! duetu Roxette.
- 27 października:
  - dokonano oblotu włosko-francuskiego samolotu pasażerskiego ATR 72.
  - prezydent Ronald Reagan nakazał rozebrać nowo wybudowany budynek ambasady USA w Moskwie z powodu wykrycia w nim aparatury podsłuchowej.
- 31 października – utworzono Park Narodowy Samoa Amerykańskiego.

### Listopad
- 2 listopada – Internet: pierwsza w historii wielka infekcja przez robaka komputerowego, znanego jako Robak Morrisa, napisanego przez Roberta T. Morrisa.
- 8 listopada – wybory prezydenckie w USA, George Bush został wybrany 41. prezydentem.
- 9 listopada – premiera filmu Laleczka Chucky.
- 11 listopada – w uroczystościach 70-lecia zakończenia I wojny światowej na Cmentarzu Arlington w Waszyngtonie wzięła udział delegacja Polska z gen. dyw. pil. Romanem Paszkowskim.
- 13 listopada – na Węgrzech założony został Związek Wolnych Demokratów – opozycyjna wobec komunistycznej monopartii partia liberalna.
- 15 listopada:
  - Palestyńska Rada Narodowa proklamowała niezależność państwa Palestyna.
  - pierwszy i jedyny lot kosmiczny radzieckiego promu kosmicznego Buran.
- 16 listopada:
  - Rada Najwyższa Estońskiej SRR uchwaliła deklarację suwerenności.
  - Benazir Bhutto stanęła na czele rządu pakistańskiego. Była pierwszą kobietą w świecie islamskim, która objęła funkcję szefa rządu.
- 22 listopada – w bazie Sił Powietrznych w Palmdale w Kalifornii odbyła się prezentacja bombowca Northrop B-2 Spirit.
- 26 listopada:
  - Krótki film o zabijaniu w reżyserii Krzysztofa Kieślowskiego zdobył Europejską Nagrodę Filmową podczas gali w Berlinie.
  - wystrzelono statek kosmiczny Sojuz TM-7 z siódmą wyprawą na stację orbitalną Mir.

### Grudzień
- 2 grudnia:
  - Benazir Bhutto została premierem Pakistanu.
  - premiera filmu Naga broń: Z akt Wydziału Specjalnego.
- 7 grudnia:
  - silne trzęsienie ziemi w Armenii zniszczyło miasta Leninakan, Spitak i Kirowakan. Zginęło co najmniej 25 000 osób.
  - Michaił Gorbaczow zapowiedział, w przemówieniu wygłoszonym przed Zgromadzeniem Ogólnym ONZ, jednostronną redukcję zbrojeń konwencjonalnych.
- 9 grudnia:
  - Francuz Jean-Loup Chrétien jako pierwszy astronauta spoza USA i ZSRR odbył spacer kosmiczny.
  - dokonano oblotu szwedzkiego myśliwca wielozadaniowego Saab JAS 39 Gripen.
  - premiera filmu Missisipi w ogniu.
- 10 grudnia – w amerykańskim Lake Placid szwedzki skoczek narciarski Jan Boklöv po raz pierwszy wygrał zawody o Pucharu Świata dzięki zastosowaniu „stylu V”.
- 11 grudnia – podczas podchodzenia do lądowania na lotnisku w Leninakanie (Giumri) rozbił się radziecki wojskowy samolot Ił-76, transportujący pomoc humanitarną dla ofiar trzęsienia ziemi w Armenii; zginęło 78 osób.
- 12 grudnia – 35 osób zginęło, a kilkaset zostało rannych w zderzeniu trzech pociągów na stacji Clapham Junction w Londynie.
- 15 grudnia – premiera filmu Młody Einstein.
- 16 grudnia – premiery filmów: Niebezpieczne związki i Rain Man.
- 19 grudnia – premier Indii Rajiv Gandhi przybył do Pekinu z pierwszą wizytą na tym szczeblu od października 1954 roku.
- 21 grudnia:
  - 270 osób zginęło (w tym 11 na ziemi) w wyniku wybuchu bomby nad szkockim Lockerbie, podłożonej przez libijskich agentów w należącym do linii Pan Am Boeingu 747.
  - rekord pobytu w kosmosie – po 366 dniach spędzonych na stacji Mir powrócili na Ziemię radzieccy kosmonauci Władimir Titow i Musa Manarow.
  - dokonano oblotu samolotu transportowego An-225 Mrija.
- 30 grudnia – papież Jan Paweł II podpisał w Rzymie adhortację Christifideles laici.
- 31 grudnia – Krzysztof Wielicki dokonał pierwszego zimowego wejścia na ośmiotysięcznik Lhotse w Himalajach.

## Urodzili się
- 1 stycznia:
  - Christina Bauer, francuska siatkarka
  - Agnieszka Fórmanowska, polska aktorka, architekt
  - Toea Wisil, papuańska lekkoatletka, sprinterka
- 2 stycznia:
  - Hawanatu Bangura, lekkoatletka z Sierra Leone, sprinterka
  - Sašo Tadič(inne języki), słoweński skoczek narciarski
  - Marko Kešelj, serbski koszykarz, działacz klubowy
- 3 stycznia – Wałerija Honczarowa, ukraińska tenisistka
- 5 stycznia:
  - Alexandra Engen, szwedzka kolarka górska i torowa
  - Anna Łukasiak, polska zapaśniczka
  - Tremaine Stewart, jamajski piłkarz (zm. 2021)
- 6 stycznia:
  - Paola Došen, chorwacka siatkarka
  - Irina Gumieniuk, rosyjska lekkoatletka, trójskoczkini
  - Luke Harangody, amerykański koszykarz
  - Magdalena Lamparska, polska aktorka
  - Piotr Wyszomirski, polski piłkarz ręczny, reprezentant Polski
- 7 stycznia – Hardwell, holenderski DJ i producent muzyczny
- 8 stycznia – Marta Haładyn, polska siatkarka
- 9 stycznia:
  - Laura Basuki, indonezyjska aktorka i modelka
  - Izabela Paszkiewicz, polska lekkoatletka, biegaczka długodystansowa
- 10 stycznia:
  - Sérine Hanaoui, algierska siatkarka
  - Jacek Kiełb, polski piłkarz
  - Cecilia Östlund, szwedzka curlerka
- 11 stycznia – Epiphanny Prince, amerykańska koszykarka, posiadająca rosyjskie obywatelstwo
- 12 stycznia:
  - Romi Rain, amerykańska aktorka pornograficzna
  - Antonio Soldo, bośniacki piłkarz
- 13 stycznia:
  - Georgie Gent, brytyjska tenisistka
  - Joanna Lazer, polska piosenkarka
- 14 stycznia:
  - Marine Bolliet, francuska biathlonistka
  - Nisrine Dinar, marokańska lekkoatletka, tyczkarka
  - Kamil Wilczek, polski piłkarz
  - Yu Shuo, chińska lekkoatletka, tyczkarka
  - Zhao Yingzhu, chińska lekkoatletka, tyczkarka
  - Afsana Ara Bindu, banglijska aktorka, modelka i osobowość telewizyjna
- 15 stycznia:
  - Aija Putniņa, łotewska koszykarka
  - Agnieszka Jerzyk, polska triathlonistka i lekkoatletka
  - Donald Sloan, amerykański koszykarz
- 17 stycznia:
  - Anna Bułgakowa, rosyjska lekkoatletka, młociarka
  - Will Genia, australijski rugbysta
  - Mike di Meglio, francuski motocyklista wyścigowy
  - Earl Clark, amerykański koszykarz
  - Agnieszka Kowalska, polska piłkarka ręczna
- 18 stycznia:
  - Yllka Berisha, albańska modelka, piosenkarka
  - Laura Breszka, polska aktorka
  - Angelique Kerber, niemiecka tenisistka
  - Katarzyna Skrzyńska, polska piosenkarka
- 19 stycznia – Lucía Gaido, argentyńska siatkarka
- 20 stycznia:
  - Wesley Fofana, francuski rugbysta
  - Paweł Krucz, polski aktor
- 21 stycznia:
  - Valérie Tétreault, kanadyjska tenisistka
  - Rolands Freimanis, łotewski koszykarz
- 22 stycznia:
  - Mizuho Ishida, japońska siatkarka
  - Anais Mali, francuska modelka
  - Łukasz Rutkowski, polski skoczek narciarski
  - Errick McCollum, amerykański koszykarz
- 23 stycznia – He Wenya, chińska lekkoatletka, tyczkarka
- 25 stycznia:
  - Tina Dietze, niemiecka kajakarka
  - Tatiana Golovin, francuska tenisistka pochodzenia rosyjskiego
  - Natalia Madaj, polska wioślarka
- 26 stycznia – Ewelina Brzezińska, polska siatkarka
- 27 stycznia:
  - Lily Donaldson, brytyjska modelka
  - Sonia Halliche, algierska lekkoatletka, tyczkarka
  - Kerlon, brazylijski piłkarz
  - Silvana Papini, brazylijska siatkarka
- 28 stycznia:
  - Camille Lepage, francuska fotoreporterka (zm. 2014)
  - Adriano Malori, włoski kolarz szosowy
  - Anna Nazarenko, azerska siatkarka
- 29 stycznia:
  - Jake Auchincloss, amerykański polityk, kongresman
  - Tatjana Czernowa, rosyjska lekkoatletka, wieloboistka
  - Carla Tristan, peruwiańska siatkarka
- 30 stycznia – Martyna Synoradzka, polska florecistka
- 31 stycznia – Jekatierina Krasnowa, rosyjska zapaśniczka
- 1 lutego:
  - Adam Kaczmarzyk, polski koszykarz
  - Alima Ouattara, iworyjska lekkoatletka, tyczkarka
  - Alicja Sakowicz, polska lekkoatletka, wieloboistka
- 2 lutego – Spencer O’Brien, kanadyjska snowboardzistka
- 3 lutego:
  - Meryem Boz Çalık, turecka siatkarka
  - Kamil Glik, polski piłkarz
  - Kateřina Kočiová, czeska siatkarka
  - Jana Martynowa, rosyjska pływaczka
  - Chrystyna Stuj, ukraińska lekkoatletka, sprinterka
- 4 lutego:
  - Jekatierina Bolszowa, rosyjska lekkoatletka, wieloboistka
  - Agnieszka Rusin, polska snowboardzistka
- 5 lutego:
  - Rolanda Demčenko, litewska lekkoatletka, tyczkarka
  - Natalie Geisenberger, niemiecka saneczkarka
  - Kamila Wesołowska, polska brydżystka
- 6 lutego:
  - Bounkou Camara, mauretańska lekkoatletka, sprinterka
  - Anna Diop, amerykańska aktorka
  - Jorge Maqueda, hiszpański piłkarz ręczny
  - Bahar Toksoy Guidetti, turecka siatkarka
- 7 lutego:
  - Monika Brodka, polska piosenkarka
  - Nikola Fraňková, czeska tenisistka
- 9 lutego:
  - Lotte Friis, duńska pływaczka
  - Chelsea Hayes, amerykańska lekkoatletka, skoczkini w dal
- 10 lutego:
  - Jade Ramsey, brytyjska aktorka
  - Nikita Ramsey, brytyjska aktorka
- 12 lutego:
  - Afshan Azad, brytyjska aktorka pochodzenia banglijskiego
  - Mike Posner, amerykański piosenkarz, autor tekstów, producent muzyczny
  - Nicoleta Daniela Șofronie, rumuńska gimnastyczka
  - Małgorzata Ścibisz, polska siatkarka
- 13 lutego:
  - Łesia Kałytowśka, ukraińska kolarka torowa
  - Irene Montero, hiszpańska polityk
  - Dave Rudden, irlandzki pisarz
- 14 lutego:
  - Ángel Di María, argentyński piłkarz
  - Ruwen Filus, niemiecki tenisista stołowy
  - Andrew Hulshult, amerykański kompozytor
  - Jamie Jones, walijski snookerzysta
  - Alena Kapiec, białoruska lekkoatletka, kulomiotka
  - Jewgienij Korolow, rosyjski tenisista
  - Quentin Mosimann, szwajcarski didżej, producent muzyczny
  - Alexandra Mueller, amerykańska tenisistka
  - Eliska Sursova, amerykańska aktorka pochodzenia rosyjsko-brazylijskiego
  - Adam Tuchajew, ukraiński szachista
  - Hassan Wasswa, ugandyjski piłkarz
- 17 lutego:
  - Michael Frolík, czeski hokeista
  - Anna Hartelt, niemiecka curlerka
  - Natascha Kampusch, austriacka ofiara porwania
  - Krzysztof Kosiński, polski polityk, poseł na Sejm RP, prezydent Ciechanowa
  - Wasyl Łomaczenko, ukraiński bokser
- 18 lutego:
  - Mirela Damaschek, polska koszykarka
  - Maiara Walsh, amerykańska aktorka
  - Andreas Wank, niemiecki skoczek narciarski
  - Kirił Wyżarow, bułgarski hokeista, bramkarz (zm. 2009)
  - Xu Lili, chińska judoczka
- 19 lutego:
  - Marion Buisson, francuska lekkoatletka, tyczkarka
  - Katarzyna Dziurska, polska trenerka personalna i instruktorka fitness
  - Atte Engren, fiński hokeista, bramkarz
  - Marzena Karpińska, polska sztangistka
  - Natalija Pohrebniak, ukraińska lekkoatletka, sprinterka
- 20 lutego:
  - Moreno Costanzo, szwajcarski piłkarz
  - Jiah Khan, brytyjsko-indyjska aktorka (zm. 2013)
  - Ki Bo-bae, południowokoreańska łuczniczka
  - Piotr Masłowski, polski piłkarz ręczny
  - Rihanna, barbadoska piosenkarka, aktorka
- 21 lutego:
  - D’Andra Moss, amerykańska koszykarka, posiadająca także ukraińskie obywatelstwo
  - Jaime Ayoví, ekwadorski piłkarz
  - Damir Dugonjič, słoweński pływak
  - Olga Kalinina, kazachska zapaśniczka
  - Julija Szokszujewa, rosyjska bobsleistka
  - Gerrit-Jan van Velze, południowoafrykański rugbysta
  - Matthias de Zordo, niemiecki lekkoatleta, oszczepnik pochodzenia włoskiego
- 22 lutego:
  - Jimena Navarrete, meksykańska modelka, aktorka
  - Aleksandr Suchorukow, rosyjski pływak
  - Sebastian Tyrała, polsko-niemiecki piłkarz
  - Ana Veselinović, czarnogórska tenisistka
- 23 lutego:
  - Anne-Sophie Barthet, francuska narciarka alpejska
  - Jessica Breland, amerykańska koszykarka
  - Tarik Elyounoussi, norweski piłkarz pochodzenia marokańskiego
  - Nicolás Gaitán, argentyński piłkarz
  - Nariman Israpiłow, rosyjski zapaśnik
  - Michał Kubiak, polski siatkarz
- 24 lutego:
  - Rodrigue Beaubois, francuski koszykarz
  - Brittany Bowe, amerykańska łyżwiarka szybka
  - Maksym Radziwill, polsko-kanadyjski matematyk, wykładowca akademicki
  - Maria Sławek, polska skrzypaczka, pedagog
  - Sandra Staniszewska-Herbich, polska aktorka
- 25 lutego:
  - Laure Bosc, francuska biathlonistka
  - Rúrik Gíslason, islandzki piłkarz
  - Łukasz Grodzicki, polski windsurfer
  - Iwan Iwanow, bułgarski piłkarz
  - Zofia Nowakowska, polska wokalistka, aktorka
  - Katarzyna Ostapska, polska sztangistka
  - Agata Ozdoba-Błach, polska judoczka
  - Zou Kai, chiński gimnastyk
- 26 lutego:
  - Dustin Ackley, amerykański baseballista
  - Fabian Baier, niemiecki aktor
  - Brittnee Cooper, amerykańska siatkarka
  - Keisa Monterola, wenezuelska lekkoatletka, tyczkarka
  - Garrett Muagututia, amerykański siatkarz
  - Charley Webb(inne języki), brytyjska aktorka
- 27 lutego:
  - JD Natasha, amerykańska piosenkarka pochodzenia argentyńsko-kubańskiego
  - Komejl Ghasemi, irański zapaśnik
  - Gábor Gyömbér, węgierski piłkarz
  - Fabrice Ondama, kongijski piłkarz
- 28 lutego:
  - Marija Badulina, ukraińska pięściarka
  - Aroldis Chapman, kubański baseballista
  - Markéta Irglová, czeska aktorka, piosenkarka
  - Kim Yeon-koung, południowokoreańska siatkarka
  - Lidia Kopczyk, polska koszykarska
- 29 lutego:
  - Hanne Haugen Aas, norweska siatkarka
  - Mikel Balenziaga, hiszpański piłkarz narodowości baskijskiej
  - Fabiano, brazylijski piłkarz, bramkarz
  - Lena Gercke, niemiecka modelka
  - Benedikt Höwedes, niemiecki piłkarz
  - Pauline Kwalea, lekkoatletka z Wysp Salomona, sprinterka
  - Marko Marković, serbski trębacz
  - Hannah Mills, brytyjska żeglarka sportowa
  - Bobby Sanguinetti, amerykański hokeista
  - Kamonporn Sukmak, tajska siatkarka
- 1 marca:
  - Michaił Anisin, rosyjski hokeista
  - Dudu Biton, izraelski piłkarz
  - Gabriella Duclos-Lasnier, kanadyjska lekkoatletka, tyczkarka
  - Riku Helenius, fiński hokeista, bramkarz
  - Bud Holloway, kanadyjski hokeista
  - Irina Niekrasowa, kazachska sztangistka
- 2 marca:
  - James Arthur, brytyjski piosenkarz
  - Piotr Grzelczak, polski piłkarz
  - Justine Landi, amerykańska siatkarka
  - Matthew Mitcham, australijski skoczek do wody
  - Władimir Siedow, kazachski sztangista
  - Dexter Pittman, amerykański koszykarz
- 3 marca:
  - Teodora Mirčić, serbska tenisistka
  - Rafael Muñoz, hiszpański pływak
  - Sibel Özkan, turecka sztangistka
- 4 marca:
  - Warszam Boranian, ormiański zapaśnik
  - Steven Burke, brytyjski kolarz torowy
  - Dóra Horváth, węgierska siatkarka
  - Sunisa Khaw-iad, tajska lekkoatletka, tyczkarka
  - Thabiso Mchunu, południowoafrykański bokser
  - Gal Mekel, izraelski koszykarz
  - Laura Siegemund, niemiecka tenisistka
  - Monika Wieczorkiewicz, polska lekkoatletka, sprinterka
- 5 marca:
  - Jovana Brakočević, serbska siatkarka
  - Blair Brown, amerykańska siatkarka
  - Liassine Cadamuro-Bentaïba, algierski piłkarz
  - Ilja Kwasza, ukraiński skoczek do wody
  - Karl Schulze, niemiecki wioślarz
- 6 marca:
  - Daylis Caballero, kubańska lekkoatletka, tyczkarka
  - Agnes Carlsson, szwedzka piosenkarka
  - Marina Erakovic, nowozelandzka tenisistka pochodzenia chorwackiego
  - Lee Seung-hoon, południowokoreański łyżwiarz szybki
  - Simon Mignolet, belgijski piłkarz, bramkarz
  - Kinga Zielińska, polska siatkarka
- 7 marca:
  - Emir Bajrami, szwedzki piłkarz pochodzenia kosowskiego
  - Sebastian Faißt, niemiecki piłkarz ręczny (zm. 2009)
  - Sonja Newcombe, amerykańska siatkarka
- 8 marca:
  - Keston Bledman, trynidadzko-tobagijski lekkoatleta, sprinter
  - Juan Carlos García, honduraski piłkarz (zm. 2018)
  - Jahmir Hyka, albański piłkarz
  - Ville Lajunen, fiński hokeista
  - Laura Unsworth, brytyjska hokeistka na trawie
  - Zhang Hui, chińska łyżwiarka szybka, specjalistka short tracku
- 10 marca:
  - Clarissa dos Santos, brazylijska koszykarka
  - Ben Barker, brytyjski żużlowiec
  - Hana Čutura, chorwacka siatkarka
  - Mohammed Gambo, nigeryjski piłkarz
  - Edgars Gauračs, łotewski piłkarz
  - Erika Kinsey, szwedzka lekkoatletka, skoczkini wzwyż
  - Alyssa Lampe, amerykańska zapaśniczka
  - Wiktor Lebiediew, rosyjski zapaśnik
  - Quincy Pondexter, amerykański koszykarz
  - Ivan Rakitić, chorwacki piłkarz
  - Joona Toivio, fiński piłkarz
  - Jebichi Yator, kenijska lekkoatletka, biegaczka długodystansowa
- 11 marca:
  - Fábio Coentrão, portugalski piłkarz
  - Ante Delaš, chorwacki koszykarz
  - Tuğçe Hocaoğlu, turecka siatkarka
  - Grzegorz Pietkiewicz, polski siatkarz
  - Helena Sverrisdóttir, islandzka koszykarka
- 12 marca:
  - Sebastian Brendel, niemiecki kajakarz
  - Kim Ji-yeon, południowokoreańska szablistka
  - Maryna Litwinczuk, białoruska kajakarka
  - Patrycja Maliszewska, polska łyżwiarka szybka
  - Konstandinos Mitroglu, grecki piłkarz
  - Emiljano Vila, albański piłkarz
- 13 marca – Bartosz Bochno, polski koszykarz
- 14 marca:
  - Stephen Curry, amerykański koszykarz
  - Sasha Grey, amerykańska aktorka, modelka, muzyk, pisarka
  - José Juan Vázquez, meksykański piłkarz
- 15 marca:
  - Sebastián Blanco, argentyński piłkarz
  - Angelika Cichocka, polska lekkoatletka, biegaczka średniodystansowa
  - Marta Leśniak, polska tenisistka
  - Andrés Molteni, argentyński tenisista
  - James Reimer, kanadyjski hokeista, bramkarz
  - Urpo Sivula, fiński siatkarz
- 16 marca:
  - Jhené Aiko, amerykańska piosenkarka, autorka tekstów pochodzenia japońskiego
  - Wanda Buk, polska prawnik, urzędniczka państwowa
  - Milan Černý, czeski piłkarz
  - Enrico Cester, włoski siatkarz
  - Natalia Czernielewska, polska piłkarka
  - Agnieszka Dudzińska, polska lekkoatletka, kulomiotka
  - Jessica Gregg, kanadyjska łyżwiarka szybka, specjalistka short tracku
  - Niko Hovinen, fiński hokeista, bramkarz
  - Agustín Marchesín, argentyński piłkarz, bramkarz
  - Scott Sunderland, australijski kolarz szosowy i torowy
  - Jiří Tlustý, czeski hokeista
- 17 marca:
  - Tomomi Abiko, japońska lekkoatletka, tyczkarka
  - Giorgi Ediszeraszwili, gruziński zapaśnik
  - Rasmus Elm, szwedzki piłkarz
  - Fraser Forster, angielski piłkarz, bramkarz
  - Grimes, kanadyjska twórczyni i wykonawczyni muzyki elektronicznej
  - Patricia Kazadi, polska aktorka, piosenkarka, prezenterka telewizyjna pochodzenia kongijskiego
  - Ondřej Polívka, czeski pięcioboista nowoczesny
  - Franciszek Sterczewski, polski aktywista, polityk, poseł na Sejm RP
- 18 marca:
  - Giulia Cargnelli, włoska lekkoatletka, tyczkarka
  - Howhannes Goharian, ormiański piłkarz
  - Harmanjot Singh Khabra, indyjski piłkarz
  - Anna Józefina Lubieniecka, polska wokalistka, autorka tekstów, kompozytorka
  - Ben McCalman, australijski rugbysta
  - Michał Szyba, polski piłkarz ręczny
  - Berenika Tomsia, polska siatkarka
- 19 marca:
  - Dawrondżon Ergaszew, tadżycki piłkarz
  - Hou Min-wen, tajwańska zapaśniczka
  - Clayton Kershaw, amerykański baseballista
  - Max Kruse, niemiecki piłkarz
  - Maksim Michajłow, rosyjski siatkarz
  - José Montiel, paragwajski piłkarz
  - Zhou Lulu, chińska sztangistka
- 20 marca:
  - Jan Blažek, czeski piłkarz
  - Alberto Bueno, hiszpański piłkarz
  - Cornelia Deiac, rumuńska lekkoatletka, skoczkini w dal
  - Danny García, amerykański bokser
  - Jakub Gierszał, polski aktor
  - Moniek Nijhuis, holenderska pływaczka
  - Louie Vito, amerykański snowboardzista
- 21 marca:
  - Josepmir Ballón, peruwiański piłkarz
  - Karmen Bunikowska, polska lekkoatletka, tyczkarka
  - María Gabriela Isler, wenezuelska modelka, prezenterka telewizyjna, zdobywczyni tytułu Miss Universe
  - Erik Johnson, amerykański hokeista
  - Pat McCabe, australijski rugbysta
  - Katarzyna Solus-Miśkowicz, polska kolarka górska
- 22 marca:
  - Inal Aflitulin, rosyjski piłkarz ręczny
  - Antoine Gillet, belgijski lekkoatleta, sprinter
  - Tania Raymonde, amerykańska aktorka
  - Federica Stufi, włoska siatkarka
  - Olga Wiłuchina, rosyjska biathlonistka
- 23 marca:
  - Dellin Betances, amerykański baseballista
  - Ana Grbac, chorwacka siatkarka
  - Jason Kenny, brytyjski kolarz torowy
  - Michal Neuvirth, czeski hokeista
  - Ayana Onozuka, japońska narciarka dowolna
- 24 marca:
  - Jean-Guillaume Béatrix, francuski biathlonista
  - Piotr Chrapkowski, polski piłkarz ręczny
  - Aiga Grabuste, łotewska lekkoatletka, wieloboistka
  - Finn Jones, brytyjski aktor
  - Sharmin Ratna, banglijska strzelczyni
- 25 marca:
  - Darrell Arthur, amerykański koszykarz
  - Erik Knudsen, kanadyjski aktor pochodzenia duńsko-szkockiego
  - Ryan Lewis, amerykański didżej, producent muzyczny
  - Tacciana Markiewicz, białoruska siatkarka
  - Gabriele Maruotti, włoski siatkarz
  - Erica Moore, amerykańska lekkoatletka, biegaczka średniodystansowa
  - Em-orn Phanusit, tajska siatkarka
  - Mitchell Watt, australijski lekkoatleta, skoczek w dal
  - Christos Wolikakis, grecki kolarz torowy i szosowy
  - Adam Pålsson, szwedzki aktor
- 27 marca:
  - Holliday Grainger, brytyjska aktorka
  - Jessie J, brytyjska piosenkarka
  - Mohamed Sbihi, brytyjski wioślarz pochodzenia marokańskiego
  - Brenda Song, amerykańska aktorka, piosenkarka
  - Maciej Tomczykiewicz, polski prawnik, polityk, poseł na Sejm RP
  - Atsuto Uchida, japoński piłkarz
- 28 marca – Szymon Słomczyński, polski poeta
- 29 marca:
  - Tacciana Lichtarowicz, białoruska koszykarka
  - Bojana Drča, serbska siatkarka
  - Marek Suchý, czeski piłkarz
  - Jürgen Zopp, estoński tenisista
- 30 marca:
  - Zaur Kuramagomiedow, rosyjski zapaśnik
  - Liza Li, niemiecka piosenkarka
  - Sven Michel, szwajcarski curler
  - Tanasis Papazoglu, grecki piłkarz
- 31 marca:
  - Ante Brkić, chorwacki szachista
  - Heather Hamilton, kanadyjska lekkoatletka, tyczkarka
  - DeAndre Liggins, amerykański koszykarz
  - Ernest Sowah, ghański piłkarz, bramkarz
- 1 kwietnia:
  - Fatmire Alushi, niemiecka piłkarka pochodzenia kosowskiego
  - Justin Azevedo, kanadyjski hokeista pochodzenia portugalskiego
  - Sandie Clair, francuska kolarka torowa
  - Charlotte Lembach, francuska szablistka
  - Brook Lopez, amerykański koszykarz
  - Robin Lopez, amerykański koszykarz
  - Alessandra Perilli, strzelczyni sportowa z San Marino
- 2 kwietnia:
  - Małgorzata Białecka, polska żeglarka
  - Livvi Franc, brytyjska piosenkarka pochodzenia barbadoskiego
  - Eren Güngör, turecki piłkarz
  - Jesse Plemons, amerykański aktor
- 3 kwietnia – Aleksandra Jabłonka, polska piosenkarka
- 4 kwietnia:
  - Michael Almebäck, szwedzki piłkarz
  - Mauro Formica, argentyński piłkarz
  - Olha Hejko, ukraińska siatkarka
  - Nadine Keßler, niemiecka piłkarka
- 5 kwietnia:
  - Milagros Collar, hiszpańska siatkarka
  - Quade Cooper, australijski rugbysta pochodzenia nowozelandzkiego
  - Gework Ghazarian, ormiański piłkarz
  - Alisha Glass, amerykańska siatkarka
  - Michał Kabaciński, polski przedsiębiorca, polityk, poseł na Sejm RP
  - Jon Kwang-ik, północnokoreański piłkarz
  - Daniela Luján, meksykańska aktorka, piosenkarka
  - Aleksiej Wołkow, rosyjski biathlonista
- 6 kwietnia:
  - Mike Bailey, brytyjski aktor, piosenkarz
  - Allison Hightower, amerykańska koszykarka
  - Fabrice Muamba, angielski piłkarz pochodzenia kongijskiego
  - Natalia Perlińska, polska siatkarka
  - Jucilei da Silva, brazylijski piłkarz
  - Pedro Valverde, meksykański piłkarz
- 7 kwietnia:
  - Joonas Kemppainen, fiński hokeista
  - Pere Riba, hiszpański tenisista
  - Edward Speleers, brytyjski aktor
  - Marta Wellna, polska siatkarka
  - Bryon Wilson, amerykański narciarz dowolny
- 8 kwietnia:
  - William Accambray, francuski piłkarz ręczny
  - Vivien Brisse, francuski kolarz torowy i szosowy
  - Michał Gliwa, polski piłkarz, bramkarz
  - Magdalena Korczak, polska wioślarka
  - Anna Osceola, amerykańska aktorka
  - Olli Palola, fiński hokeista
  - Angelique Vergeer, holenderska siatkarka
- 9 kwietnia:
  - Tatjana Bokan, czarnogórska siatkarka
  - Michał Czaderna, polski aktor
  - Nikita Dawydow, rosyjski hokeista, bramkarz
  - Anita Filipovics, węgierska siatkarka
  - Mayookha Johny, indyjska lekkoatletka, skoczkini w dal i trójskoczkini
  - Christer Kleiven, norweski piłkarz
  - Aleksandr Łazuszyn, rosyjski hokeista, bramkarz
  - Anastasija Mikłaszewicz, białoruska siatkarka
  - Minna Nikkanen, fińska lekkoatletka, tyczkarka
  - Juan Rodrigo Rojas, paragwajski piłkarz
  - Ismail Belmaalam, marokański piłkarz
- 10 kwietnia:
  - Jahor Filipienka, białoruski piłkarz
  - Haley Joel Osment, amerykański aktor
  - Eunice Sum, kenijska lekkoatletka, biegaczka średniodystansowa
  - Alessia Travaglini, włoska siatkarka
- 11 kwietnia – Maja Miljković, serbska koszykarka
- 12 kwietnia:
  - Ricky Álvarez, argentyński piłkarz
  - Pierre Bengtsson, szwedzki piłkarz
  - Damian Krzysztofik, polski piłkarz ręczny
  - Yannick Sagbo, iworyjski piłkarz
  - Anna Wakulik, polska dramatopisarka
  - Zhang Hong, chińska łyżwiarka szybka
- 13 kwietnia:
  - Anderson, brazylijski piłkarz
  - Diana Jakowlewa, rosyjska florecistka
  - Petteri Koponen, fiński koszykarz
  - Dirk Marcellis, holenderski piłkarz
  - Víctor Turcios, salwadorski piłkarz
  - Allison Williams, amerykańska aktorka, piosenkarka
- 14 kwietnia:
  - Tereza Hladíková, czeska tenisistka
  - Magdalena Kiszczyńska, polska tenisistka
  - Eliška Klučinová, czeska lekkoatletka, wieloboistka
  - Željko Šakić, chorwacki koszykarz
  - Pedja Stamenković, serbski koszykarz
- 15 kwietnia:
  - Milagros Collar, hiszpańska siatkarka
  - Steven Defour, belgijski piłkarz
  - Eliza Doolittle, brytyjska piosenkarka
  - Francesco Fossi, włoski wioślarz
  - Chris Tillman, amerykański baseballista
- 16 kwietnia:
  - Weseła Bonewa, bułgarska piosenkarka
  - Kyle Okposo, amerykański hokeista pochodzenia nigeryjskiego
  - Pungluang Sor Singyu, tajski bokser
- 17 kwietnia:
  - Andrej Aramnau, białoruski sztangista
  - Mirosław Ośko, polski piłkarz ręczny
  - Pernille Wibe, norweska piłkarka ręczna
- 18 kwietnia:
  - Giusy Astarita, włoska siatkarka
  - Wolfgang Kindl, austriacki saneczkarz
  - Vanessa Kirby, brytyjska aktorka
  - Óscar Murillo, kolumbijski piłkarz
  - Filip Šitera, czeski żużlowiec
  - Yu Dabao, chiński piłkarz
- 19 kwietnia:
  - Enrique Esqueda, meksykański piłkarz
  - Šárka Kubínová, czeska siatkarka
  - Ágnes Mutina, węgierska pływaczka
  - Jeremiah Wilson, amerykański koszykarz
- 20 kwietnia:
  - Brandon Belt, amerykański baseballista
  - Meline Daluzjan, ormiańska sztangistka
  - Svenja Engelhardt, niemiecka siatkarka
  - Ginette Mfutila, kongijska koszykarka
  - Radmila Petrović, czarnogórska piłkarka ręczna
  - Marek Piechowicz, polski koszykarz
  - Kevin Schmidt, niemiecki piłkarz ręczny
- 21 kwietnia:
  - Mia Permanto, fińska piosenkarka (zm. 2008)
  - Wioleta Tomczak, polska nauczycielka, polityk, poseł na Sejm RP
- 23 kwietnia:
  - Victor Anichebe, nigeryjski piłkarz
  - Alistair Brownlee, brytyjski triathlonista
  - Deone Joubert, południowoafrykańska lekkoatletka, tyczkarka
  - David Pocock, australijski rugbysta
  - Lenka Wienerová, słowacka tenisistka
- 24 kwietnia:
  - Jey Crisfar, belgijski aktor
  - László Gonda, węgierski szachista
  - Neil Hans, papuaski piłkarz
  - Julianna Karaulowa, rosyjska piosenkarka
  - Laura López, hiszpańska pływaczka synchroniczna
  - Marika Popowicz-Drapała, polska lekkoatletka, sprinterka
  - Rafał Szatan, polski aktor, wokalista
  - Bibiro Ali Taher, czadyjska biegaczka
  - Lance Thomas, amerykański koszykarz
- 25 kwietnia:
  - Mamadou Bah, gwinejski piłkarz
  - Gaëtan Bong, kameruński piłkarz
  - Bartosz Gelner, polski aktor
  - Laura Lepistö, fińska łyżwiarka figurowa
  - Sara Paxton, amerykańska aktorka, piosenkarka
  - Anna Stolarczyk, polska szachistka
  - Anna Stöhr, austriacka wspinaczka sportowa
  - Sam Wykes, australijski rugbysta
- 26 kwietnia:
  - Dragana Bartula, bośniacka siatkarka
  - Suzaan van Biljon, południowoafrykańska pływaczka
  - Ren Cancan, chińska pięściarka
  - Romain Girouille, francuski łucznik
  - Yoshiko Inoue, japońska zapaśniczka
- 27 kwietnia – Agnieszka Dyk, polska wokalistka, członkini zespołu Brathanki
- 28 kwietnia:
  - Niclas Andersén, szwedzki hokeista
  - Spencer Hawes, amerykański koszykarz
  - Juan Mata, hiszpański piłkarz
  - Camila Vallejo, chilijska polityk
  - Dorota Wilk, polska siatkarka
- 29 kwietnia:
  - Jeff Batchelor, kanadyjski snowboardzista
  - Cameron Girdlestone, australijski wioślarz
  - Elías Hernández, meksykański piłkarz
  - Wiera Klimowicz, białoruska siatkarka
  - Jan Kudlička, czeski lekkoatleta, tyczkarz
  - Taoufik Makhloufi, algierski lekkoatleta, średniodystansowiec
  - Julian Reus, niemiecki lekkoatleta, sprinter
  - Jonathan Toews, kanadyjski hokeista
- 30 kwietnia:
  - Ana de Armas, kubańska aktorka
  - Dénes Boros, węgierski szachista
  - Nikolina Kovačić, chorwacka siatkarka
- 1 maja:
  - Nicholas Braun, amerykański aktor
  - Tom Lucy, brytyjski wioślarz
  - Teodor Peterson, szwedzki biegacz narciarski
  - Kelly Proper, irlandzka lekkoatletka, skoczkini w dal
  - Anushka Sharma, indyjska aktorka
- 2 maja:
  - Laura Brent, australijska aktorka
  - Neftalí Feliz, dominikański baseballista
  - Biram Kayal, izraelski piłkarz
  - Maciej Korzym, polski piłkarz
  - Tyler Laser, amerykański koszykarz
  - Johanna Mattsson, szwedzka zapaśniczka
  - Artur Noga, polski lekkoatleta, płotkarz
  - Natalia Piekarczyk, polska siatkarka
  - Alice Schlesinger, izraelska judoczka
- 3 maja:
  - Agnieszka Ceglarek, polska lekkoatletka, sprinterka
  - Roman Kliś, polski sztangista (zm. 2017)
  - Anders Lindbäck, szwedzki hokeista, bramkarz
  - Kaya Turski, kanadyjska narciarka dowolna pochodzenia polskiego
- 4 maja:
  - Xavier Bertoni, francuski narciarz dowolny
  - Mihaela Buzărnescu, rumuńska tenisistka
  - Terani Faremiro, polinezyjska lekkoatletka, wieloboistka
  - Westley Gough, nowozelandzki kolarz torowy i szosowy
- 5 maja:
  - Adele, brytyjska piosenkarka, autorka tekstów
  - Fatos Beqiraj, czarnogórski piłkarz pochodzenia kosowskiego
  - Denys Berinczyk, ukraiński bokser
  - Frickson Erazo, ekwadorski piłkarz
  - Brooke Hogan, amerykańska piosenkarka, tancerka
  - Miroslava Kijaková, słowacka siatkarka
  - Magdalena Kozak, polska szachistka
  - Iwan Majeuski, białoruski piłkarz
  - Shadrack Ramoni, salomoński piłkarz, bramkarz
  - Ines Ruiss, austriacka piłkarka
  - Son Tae-jin, południowokoreański taekwondzista
  - Skye Sweetnam, kanadyjska piosenkarka pochodzenia szkockiego
- 6 maja:
  - Alexis Ajinça, francuski koszykarz
  - Doreen Amata, nigeryjska lekkoatletka, skoczkini wzwyż
  - Ryan Anderson, amerykański koszykarz
  - Stanislav Andreyev, uzbecki piłkarz
  - Janusz Cieszyński, polski przedsiębiorca, urzędnik państwowy
- 7 maja:
  - Nathan Burns, australijski piłkarz
  - Andreea Chițu, rumuńska judoczka
  - Cansu Hoag, turecka siatkarka
  - David Hogan, irlandzki snookerzysta
  - Ma Jin, chińska badmintonistka
  - Takayuki Morimoto, japoński piłkarz
  - Erasto Nyoni, tanzański piłkarz
  - Jana Franziska Poll, niemiecka siatkarka
  - Eino Puri, estoński piłkarz
  - Sander Puri, estoński piłkarz
- 10 maja – Jewhenija Spitkowśka, ukraińska koszykarka
- 11 maja:
  - Karolina Zając, polska koszykarka
  - Severin Freund, niemiecki skoczek narciarski
  - Juan José Imhoff, argentyński rugbysta
- 12 maja:
  - Aja Evans, amerykańska bobsleistka
  - Kristrún Frostadóttir, islandzka ekonomistka i polityk, premier Islandii
- 13 maja:
  - William Lockwood, australijski wioślarz
  - Matthew McLean, amerykański pływak
  - Bibiane Schoofs, holenderska tenisistka
- 14 maja:
  - Murat Chabaczirow, rosyjski judoka
  - Magdalena Kuras, szwedzka pływaczka
  - Patricia Schauss, szwajcarska siatkarka
- 15 maja:
  - Camilla Dalby, duńska piłkarka ręczna
  - Jessica Falkholt, australijska aktorka (zm. 2018)
  - William Graves, amerykański koszykarz
  - Samir Məmmədov, azerski bokser
  - Nwal-Endéné Miyem, francuska koszykarka
  - Nemanja Nešić, serbski wioślarz (zm. 2012)
  - Anna Zych, polska lekkoatletka, trójskoczkini
- 16 maja:
  - Martynas Gecevičius, litewski koszykarz
  - Rafiq Hüseynov, azerski zapaśnik
  - Nemanja Nešić, serbski wioślarz
  - Behati Prinsloo, namibijska modelka
  - Atusa Purkaszijan, irańska szachistka
  - Zhou Yang, chińska lekkoatletka, tyczkarka
- 17 maja:
  - Frank Feltscher, wenezuelski piłkarz pochodzenia szwajcarskiego
  - Erik Lesser, niemiecki biathlonista
  - Marcus Olsson, szwedzki piłkarz pochodzenia kenijskiego
  - Martin Olsson, szwedzki piłkarz pochodzenia kenijskiego
  - Nikki Reed, amerykańska aktorka
  - Bianca Stuart, bahamska lekkoatletka, skoczkini w dal
  - Son Wan-ho, południowokoreański badmintonista
  - Kōki Yonekura, japoński piłkarz
  - Iryna Wikyrczak, ukraińska pisarka, poetka, tłumaczka
  - Danielle Wilson, amerykańska koszykarka
  - Rachid Briguel, marokański piłkarz
- 19 maja:
  - Lily Cole, brytyjska modelka, aktorka
  - Reda El Amrani, marokański tenisista
  - Cameron Hepple, bahamski piłkarz
  - Antonija Mišura, chorwacka koszykarka
  - Zack Pearlman, amerykański aktor
- 20 maja:
  - Scott Askham, brytyjski zawodnik MMA
  - Marta Bartel, polska szachistka
  - Jennifer Hinze, kanadyjska siatkarka
  - Kim Lamarre, kanadyjska narciarka dowolna
  - Linda Morales, portorykańska siatkarka
  - Oh Ban-suk, południowokoreański piłkarz
  - Andrij Procenko, ukraiński lekkoatleta, skoczek wzwyż
  - Ewa Przeździecka, polska szachistka
  - Stopira, kabowerdeński piłkarz
  - Patryk Wajda, polski hokeista
- 21 maja:
  - Omar Esparza, meksykański piłkarz
  - Jonathan Howson, angielski piłkarz
  - Kremena Kamenowa, bułgarska siatkarka
  - Kaire Leibak, estońska lekkoatletka, trójskoczkini
- 22 maja:
  - Pénélope Bonna, francuska judoczka
  - Chase Budinger, amerykański koszykarz
  - Cristian Cominelli, włoski kolarz górski i przełajowy
- 23 maja:
  - Courtney Fortson, amerykański koszykarz
  - Irena Matović, czarnogórska koszykarka
  - Magdalena Soter, polska siatkarka
- 24 maja – Fumilay Fonseca, lekkoatletka z Wysp Świętego Tomasza i Książęcej, biegaczka
- 25 maja:
  - Cameron van der Burgh, południowoafrykański pływak
  - Anémone Marmottan, francuska narciarka alpejska
  - Frank Turner, amerykański koszykarz
- 26 maja:
  - Babatunde Aiyegbusi, polski futbolista pochodzenia nigeryjskiego
  - Juan Cuadrado, kolumbijski piłkarz
  - Katherine Fulp-Allen, amerykańska zapaśniczka
  - Rewaz Laszchi, gruziński zapaśnik
  - Susann Müller, niemiecka piłkarka ręczna
  - Luís Neto, portugalski piłkarz
  - Orlando Sá, portugalski piłkarz
  - Dani Samuels, australijska lekkoatletka, kulomiotka, dyskobolka
  - Rasmus Stjerne, duński curler
  - Akito Watabe, japoński kombinator norweski
- 27 maja:
  - Eva Pinkelnig, austriacka skoczkini narciarska
  - Minami Yoshida, japońska siatkarka
- 28 maja:
  - Justin Bour, amerykański baseballista
  - Krystian Dziubiński, polski hokeista
  - Craig Kimbrel, amerykański baseballista
  - Meisa Kuroki, japońska aktorka, modelka, piosenkarka
  - David Perron, kanadyjski hokeista
- 30 maja:
  - Stephanie Beckert, niemiecka łyżwiarka szybka
  - Sylvie Datty, środkowoafrykańska zapaśniczka
  - Kelvin Etuhu, nigeryjski piłkarz
  - Krzysztof Gosiewski, polski lekkoatleta, długodystansowiec
  - Walancina Niesciaruk, białoruska piłkarka ręczna
  - Amanda Nunes, brazylijska zawodniczka walk MMA
  - No Way Jose, dominikański wrestler
- 31 maja:
  - James Florence, amerykański koszykarz
  - Klaudia Jachira, polska aktorka, polityk, poseł na Sejm RP
  - Laura Ioana Paar, rumuńska tenisistka
  - Sakari Salminen, fiński hokeista
  - Zofia Schwinke, polska aktorka
- 1 czerwca:
  - Tiara Brown, amerykańska pięściarka
  - Bela Chotenaszwili, gruzińska szachistka
  - Michal Ďuriš, słowacki piłkarz
  - Javier Hernández, meksykański piłkarz
  - Natalie Rooney, nowozelandzka strzelczyni sportowa
  - Alexis Vuillermoz, francuski kolarz szosowy i górski
- 2 czerwca – Sergio Agüero, argentyński piłkarz
- 3 czerwca:
  - Trine Schmidt, duńska kolarka szosowa i torowa
  - Marija Stadnik, ukraińsko-azerska zapaśniczka
  - Michał Żurek, polski siatkarz
- 4 czerwca – Kristina Benić, chorwacka koszykarka
- 5 czerwca:
  - Austin Daye, amerykański koszykarz
  - Kaspars Ikstens, łotewski piłkarz, bramkarz
  - Kitty van Male, holenderska hokeistka na trawie
- 6 czerwca:
  - Ryan Brathwaite, barbadoski lekkoatleta, płotkarz
  - Israel Dagg, nowozelandzki rugbysta
  - Teerasil Dangda, tajski piłkarz
  - Guillermo Durán, argentyński tenisista
  - Arianna Errigo, włoska florecistka
  - Małgorzata Kozaczuk, polska szablistka
  - Thijsje Oenema, holenderska łyżwiarka szybka
  - Liu Xiangrong, chińska lekkoatletka, kulomiotka
  - Piotr Siemionowski, polski kajakarz
  - József Varga, węgierski piłkarz
- 7 czerwca:
  - Michael Cera, kanadyjski aktor
  - Milan Lucic, kanadyjski hokeista pochodzenia serbskiego
  - Jekatierina Makarowa, rosyjska tenisistka
  - Andrew John Nally, amerykański siatkarz
- 8 czerwca:
  - Lisa Brennauer, niemiecka kolarka szosowa i torowa
  - Benny Cristo, czeski piosenkarz
  - Kamil Grosicki, polski piłkarz
  - Yasemin Begüm Dalgalar, turecka koszykarka
  - Mateusz Jarmakowicz, polski koszykarz
- 9 czerwca:
  - Datsik, kanadyjski didżej, producent muzyczny
  - Sara Isakovič, słoweńska pływaczka
  - Joanna Majdan, polska szachistka
  - Tigran Gework Martirosjan, ormiański sztangista
  - Sokratis Papastatopulos, grecki piłkarz
- 10 czerwca:
  - Monika Lewczuk, polska piosenkarka, autorka tekstów, kompozytorka
  - Tanja Sybkowa, bułgarska siatkarka
  - Jeff Teague, amerykański koszykarz
  - Jagoš Vuković, serbski piłkarz
  - Max Wärn, fiński hokeista
- 11 czerwca:
  - Abdulaziz Al-Sulaiti, katarski piłkarz
  - Horacio d’Almeida, francuski siatkarz
  - Claire Holt, australijska aktorka
  - Urszula Jakimowicz, polska lekkoatletka, oszczepniczka
  - Zhou Jianchao, chiński szachista
- 13 czerwca:
  - Tracey Hannah, australijska kolarka górska
  - Hsu Wen-hsin, tajwańska tenisistka
  - Kerttu Niskanen, fińska biegaczka narciarska
- 14 czerwca - Bartosz Romowicz, polski ekonomista, polityk, poseł na Sejm RP
- 16 czerwca:
  - Tarık Langat Akdağ, turecki lekkoatleta, długodystansowiec pochodzenia kenijskiego
  - Banks, amerykańska wokalistka i autorka tekstów piosenek
  - Marit Bouwmeester, holenderska żeglarka sportowa
  - Yannick Fonsat, francuski lekkoatleta, sprinter
  - Green, polski raper
  - Anna Korzeniak, polska tenisistka
  - Dominika Makowska, polska siatkarka
  - Zachary Pangelinan, guamski piłkarz i amerykański rugbysta
- 17 czerwca:
  - Sam Baird, angielski snookerzysta
  - Shaun MacDonald, walijski piłkarz
  - Amiran Papinaszwili, gruziński judoka
  - Stephanie Rice, australijska pływaczka
  - Demba Savage, gambijski piłkarz
  - Rodney Wallace, kostarykański piłkarz
- 18 czerwca:
  - Alicja Leszczyńska, polska siatkarka
  - Melanie Nocher, irlandzka pływaczka
  - Michał Nowakowski, polski koszykarz
  - Islam Slimani, algierski piłkarz
- 20 czerwca:
  - Kristina Berger, niemiecka łuczniczka
  - Nicolás García, hiszpański taekwondzista
  - Paweł Mikołajczak, polski siatkarz
  - Yarimar Rosa, portorykańska siatkarka
- 21 czerwca:
  - Sanaz Marand, amerykańska tenisistka
  - Tomasz Pułka, polski poeta (zm. 2012)
  - Irène Pusterla, szwajcarska lekkoatletka, skoczkini w dal
  - Alejandro Ramírez, amerykański szachista pochodzenia kostarykańskiego
  - Isaac Vorsah, ghański piłkarz
- 22 czerwca:
  - Beata Andrejczuk, polska szachistka
  - Laura Bartlett, brytyjska hokeistka na trawie
  - Omri Casspi, izraelski koszykarz
  - Marine Dusser, francuska biathlonistka
  - Dean Furman, południowoafrykański piłkarz pochodzenia żydowskiego
  - Dominika Gwit, polska aktorka, dziennikarka
  - Jekatierina Jewsiejewa, kazachska lekkoatletka, skoczkini wzwyż
- 23 czerwca:
  - Alaksandra Tarasawa, białoruska koszykarka
  - Justin Darlington, kanadyjski koszykarz, dunker pochodzenia jamajskiego
  - Chellsie Memmel, amerykańska gimnastyczka
  - Natalia Sroka, polska siatkarka
- 24 czerwca:
  - Jurij Aleksandrow, rosyjski hokeista
  - Zainadine Júnior, mozambicki piłkarz
  - Nichkhun(inne języki), tajsko-amerykański raper, piosenkarz, autor tekstów, aktor, model, członek zespołu 2PM
  - Candice Patton, amerykańska aktorka
  - Micah Richards, angielski piłkarz
- 25 czerwca:
  - Therese Johaug, norweska biegaczka narciarska
  - Miguel Layún, meksykański piłkarz pochodzenia libańsko-hiszpańskiego
- 26 czerwca:
  - Remy LaCroix, amerykańska aktorka pornograficzna
  - Chris Mazdzer, amerykański saneczkarz
  - Aleksiej Spiridonow, rosyjski siatkarz
- 27 czerwca:
  - Tomasz Cywka, polski piłkarz
  - Ben Daley, australijski rugbysta
  - Landry Fields, amerykański koszykarz
  - Luka Mezgec, słoweński kolarz szosowy
  - Célia Šašić, niemiecka piłkarka pochodzenia kameruńsko-francuskiego
  - Matthew Spiranovic, australijski piłkarz pochodzenia chorwackiego
  - Agata Tarczyńska, polska piłkarka
  - Kate Ziegler, amerykańska pływaczka
- 28 czerwca:
  - Agata Bednarek, polska lekkoatletka, sprinterka
  - Kevin Korona, niemiecki bobsleista
  - Nikołaj Michajłow, bułgarski piłkarz, bramkarz
  - Alina Orlova, litewska kompozytorka
  - Katarzyna Płonka, polska lekkoatletka, trójskoczkini
- 30 czerwca:
  - Draško Božović, czarnogórski piłkarz
  - Vinny Curry, amerykański futbolista
  - Jack Douglass, amerykański komik
  - Jelena Kowalenko, rosyjska siatkarka
  - Mitja Mežnar, słoweński skoczek narciarski
  - Deep Sengupta, indyjski szachista
- 1 lipca:
  - Kristen Dozier, amerykańska siatkarka
  - Youlia Fedossova, francuska tenisistka
  - Martyna Klekot, polska kolarka szosowa, przełajowa i górska
  - Aleksandr Lesun, rosyjski pięcioboista nowoczesny
  - Sofiane Milous, francuski judoka
  - Hanna Rycharska, polska piłkarka ręczna
  - Dagmara Wozniak, amerykańska szablistka pochodzenia polskiego
- 2 lipca:
  - Lee Chung-yong, południowokoreański piłkarz
  - Joanna Opozda, polska aktorka
  - Aylín Pereyra, argentyńska siatkarka
  - Sjur Røthe, norweski biegacz narciarski
- 3 lipca:
  - Linda Bolder, holenderska judoczka
  - Choe Myong-ho, północnokoreański piłkarz
  - Piotr Juszczak, polski wioślarz
  - Anssi Koivuranta, fiński skoczek narciarski
  - Miguel Ángel López, hiszpański lekkoatleta, chodziarz
  - Winston Reid, nowozelandzki piłkarz pochodzenia maoryskiego
  - James Troisi, australijski piłkarz pochodzenia grecko-włoskiego
  - Rodolfo Zelaya, salwadorski piłkarz
- 4 lipca:
  - Angelique Boyer, meksykańska aktorka pochodzenia francuskiego
  - Kaen, polski raper
  - Jing Ruixue, chińska zapaśniczka
  - Bünyamin Sezer, turecki sztangista
  - Robin Wallner, szwedzki kolarz
- 5 lipca:
  - Rene Mihelič, słoweński piłkarz
  - Nadieżda Pisariewa, rosyjsko-białoruska biathlonistka
  - Ish Smith, amerykański koszykarz
  - Samir Ujkani, kosowski piłkarz, bramkarz
- 6 lipca:
  - Abi Olajuwon, amerykańsko–nigeryjska koszykarka, trenerka
  - Nurdin Bakari, tanzański piłkarz
  - Sarah Barrable-Tishauer, kanadyjska aktorka
  - Mateusz Cetnarski, polski piłkarz
- 7 lipca:
  - Kristi Castlin, amerykańska lekkoatletka, płotkarka
  - Andrej Nowakow, bułgarski polityk, eurodeputowany
  - Neriman Özsoy, turecka siatkarka
  - Sophie Rodriguez, francuska snowboardzistka
  - Indre Sorokaitė, litewska siatkarka
  - Wen Yang, chiński szachista
  - Jack Whitehall, brytyjski komik, aktor, prezenter telewizyjny
- 8 lipca:
  - Karina Bosak, polska prawniczka, posłanka na Sejm RP
  - Jordan Burroughs, amerykański zapaśnik
  - Luisa Casillo, włoska siatkarka
  - Jernail Hayes, amerykańska lekkoatletka, płotkarka i sprinterka
  - Veronika Hudima, francuska siatkarka
  - Miki Roqué, hiszpański piłkarz (zm. 2012)
- 10 lipca:
  - Luna Carocci, włoska siatkarka
  - Kamil Skaskiewicz, polski zapaśnik
  - Sarah Walker, nowozelandzka kolarka BMX
  - Milagro Valero, wenezuelska polityczka
  - Aleh Wieraciła, białoruski piłkarz
- 11 lipca:
  - Natalja Żedik, rosyjska koszykarka
  - Andreas Bjelland, duński piłkarz
  - Étienne Capoue, francuski piłkarz
  - Alexander Mejía, kolumbijski piłkarz
  - Joan Smalls, portorykańska modelka
- 12 lipca:
  - Patrick Beverley, amerykański koszykarz
  - Fatima Zahra Djouad, algierska siatkarka
  - Marta Krawczyńska, polska lekkoatletka, biegaczka długodystansowa
  - Tina Matusińska, polska lekkoatletka, płotkarka
- 13 lipca:
  - Colton Haynes, amerykański aktor, model
  - Izabela Kożon, polska siatkarka
  - DJ LeMahieu, amerykański baseballista
  - Steven R. McQueen, amerykański aktor
  - Rita Obižajeva, łotewska lekkoatletka, tyczkarka
  - Wolha Paulukouska, białoruska siatkarka
  - Raúl Spank, niemiecki lekkoatleta, skoczek wzwyż
- 14 lipca:
  - Melanie Bauschke, niemiecka lekkoatletka, skoczkini w dal
  - Caiuby, brazylijski piłkarz
  - Travis Ganong, amerykański narciarz alpejski
  - Kristel Marbach, szwajcarska siatkarka
  - Damir Martin, chorwacki wioślarz
  - Conor McGregor, irlandzki zawodnik MMA
  - Ronald Moore, amerykański koszykarz
  - Olli Muotka, fiński skoczek narciarski
  - Antso Rakotondramanga, madagaskarski tenisista
  - Jérémy Stravius, francuski pływak
  - Rhys Williams, walijsko-australijski piłkarz
- 15 lipca:
  - Aimee Carrero, amerykańska aktorka
  - Stephanie James, amerykańska lekkoatletka, tyczkarka
  - Franco Jara, argentyński piłkarz
  - Maiko Kano, japońska siatkarka
  - Renata Knapik-Miazga, polska szpadzistka
  - Éloyse Lesueur, francuska lekkoatletka, skoczkini w dal
  - Monica Wright, amerykańska koszykarka
- 16 lipca:
  - Sergio Busquets, hiszpański piłkarz
  - Eric Johannesen, niemiecki wioślarz
  - Costanza Manfredini, włoska siatkarka
  - Bruno Ecuele Manga, gaboński piłkarz
  - Mike Scott, amerykański koszykarz
  - Lubow Szulika, ukraińska kolarka torowa
- 17 lipca:
  - Giovanni Codrington, holenderski lekkoatleta, sprinter pochodzenia surinamskiego
  - Guo Yue, chińska tenisistka stołowa
  - Grzegorz Hedwig, polski kajakarz, kanadyjkarz
- 18 lipca:
  - Sanja Ančić, chorwacka tenisistka
  - Änis Ben-Hatira, tunezyjski piłkarz niemieckiego pochodzenia
  - Mikko Koskinen, fiński hokeista, bramkarz
  - Stela-Iro Ledaki, grecka lekkoatletka, tyczkarka
  - Rok Mandl, słoweński skoczek narciarski
  - Eugenio Mena, chilijski piłkarz
  - Lorena Ortiz, ekwadorska lekkoatletka, tyczkarka
  - Wang Zhiwei, chiński strzelec sportowy
- 19 lipca:
  - Faiz Al-Rushaidi, omański piłkarz, bramkarz
  - Paweł Buczak, polski koszykarz
  - Kevin Großkreutz, niemiecki piłkarz
  - Jakub Kovář, czeski hokeista, bramkarz
  - Natalja Kulinicz, kazachska siatkarka
  - Niko Mindegía, hiszpański piłkarz ręczny
  - Joe Tracini, brytyjski aktor pochodzenia włoskiego
- 20 lipca:
  - Dmytro Hlebow, ukraiński koszykarz
  - Julianne Hough, amerykańska tancerka, choreografka, piosenkarka, aktorka
  - Teliana Pereira, brazylijska tenisistka
  - Édouard Rowlandson, francuski siatkarz
  - Nikol Sajdová, czeska siatkarka
  - Sami Whitcomb, amerykańska koszykarka
- 21 lipca:
  - Ákos Elek, węgierski piłkarz
  - Urszula Gardzielewska, polska lekkoatletka, skoczkini wzwyż
  - Agata Pietrzyk, polska zapaśniczka
- 22 lipca:
  - Anna Janik, polska aktorka
  - Thomas Kraft, niemiecki piłkarz, bramkarz
  - Łukasz Krasoń, polski działacz społeczny, wiceminister, pełnomocnik rządu ds. osób niepełnosprawnych
  - Andrea Riley, amerykańska koszykarka
  - Yuriko Yoshitaka, japońska aktorka
- 23 lipca:
  - Simão Mate Junior, mozambicki piłkarz
  - Cheikh M’Bengue, senegalski piłkarz
  - Michael Odibe, nigeryjski piłkarz
  - Ivana Nešović, serbska siatkarka
- 24 lipca:
  - Adrian Popa, rumuński piłkarz
  - Jure Škifić, chorwacki koszykarz
  - Dominique Tipper, brytyjska aktorka, piosenkarka
- 25 lipca:
  - Dorian Dervite, francuski piłkarz
  - Linsey Godfrey, amerykańska aktorka
  - Helena Havelková, czeska siatkarka
  - Eduardo Herrera, meksykański piłkarz
  - Nikita Konowałow, rosyjski pływak
  - Heather Marks, kanadyjska modelka
  - Ivan Obradović, serbski piłkarz
  - Paulinho, brazylijski piłkarz
  - John Peers, australijski tenisista
  - Jenna Smith, amerykańska koszykarka
  - Anthony Stokes, irlandzki piłkarz
- 26 lipca:
  - Sayaka Akimoto, japońska piosenkarka, aktorka
  - Francia Almendárez, amerykańska aktorka pochodzenia meksykańsko-honduraskiego
  - Diego Perotti, argentyński piłkarz
- 27 lipca:
  - Aramis Álvarez Pedraza, kubański szachista
  - Schillonie Calvert, jamajska lekkoatletka, sprinterka
  - Konstantin Engel, kazachski piłkarz pochodzenia niemieckiego
  - Najif Hazzazi, saudyjski piłkarz
  - Natalia Sakowska, polska brydżystka
- 28 lipca:
  - Natalla Cupranawa, białoruska tenisistka
  - Deys, polski raper
  - Aleksandyr Kostadinow, bułgarski zapaśnik
  - Sep Vanmarcke, belgijski kolarz szosowy
- 29 lipca – Tarjei Bø, norweski biathlonista
- 30 lipca:
  - Julián Arredondo, kolumbijski kolarz szosowy
  - Eliza Gawryluk, polska lekkoatletka, biegaczka długodystansowa (zm. 2017)
  - Oupa Manyisa, południowoafrykański piłkarz
  - Katherine Reutter, amerykańska łyżwiarka szybka, specjalistka short tracku
  - Andreas Stjernen, norweski skoczek narciarski
  - Alexander Vlahos, brytyjski aktor pochodzenia greckiego
- 1 sierpnia:
  - Max Carver, amerykański aktor
  - Fayçal Fajr, marokański piłkarz
  - Patryk Małecki, polski piłkarz
  - Nikolaj Markussen, duński piłkarz ręczny
  - Nemanja Matić, serbski piłkarz
  - Clélia Reuse, szwajcarska lekkoatletka, sprinterka i skoczkini w dal
  - Olia Tira, mołdawska piosenkarka
  - Paweł Widanow, bułgarski piłkarz
- 2 sierpnia:
  - Ecaterina Abramova, mołdawska lekkoatletka, tyczkarka
  - Robert Hrgota, słoweński skoczek narciarski
  - Meghan Klingenberg, amerykańska piłkarka
  - Christian Nielsen, duński wioślarz
  - Valent Sinković, chorwacki wioślarz
  - Lidia Sołtys, polska szablistka
- 3 sierpnia:
  - Lauren Schmetterling, amerykańska wioślarka
  - Fabio Scozzoli, włoski pływak
  - Sven Ulreich, niemiecki piłkarz, bramkarz
  - Santiago Vergini, argentyński piłkarz
- 4 sierpnia:
  - Rosario Agrillo, włoski wioślarz
  - Daniel Carriço, portugalski piłkarz
  - Hilde-Katrine Engeli, norweska snowboardzistka
  - Anna Jamróz, polska modelka, zdobywczyni tytułu Miss Polski
  - Julia Kröger, niemiecka wioślarka
  - Juliana De Souza Nogueira, brazylijska siatkarka
  - Alicia Rue, amerykańska lekkoatletka, tyczkarka
- 5 sierpnia:
  - Paola Ampudia, kolumbijska siatkarka
  - Alessandra Camarda, włoska siatkarka
  - Hans Gruhne, niemiecki wioślarz
  - Mohamed Sacko, gwinejski piłkarz
- 6 sierpnia:
  - Vasıf Arzumanov, turecki zapaśnik pochodzenia azerskiego
  - Natalia Erdynijewa, rosyjska łuczniczka
  - Masud Esma’ilpur, irański zapaśnik
  - Simon Mignolet, belgijski piłkarz, bramkarz
- 7 sierpnia:
  - Christoph Watrin, niemiecki piosenkarz, członek zespołu US5
  - Rok Zima, słoweński skoczek narciarski
  - Adrien Moerman, francuski koszykarz
- 8 sierpnia:
  - Beatrycze, księżniczka Yorku
  - Salvatore Foti, włoski piłkarz
  - Danilo Gallinari, włoski koszykarz
  - Bruno Mezenga, brazylijski piłkarz
  - Laura Slade Wiggins, amerykańska aktorka
  - Agata Sobczyk, polska ekonomistka, polityk, wojewoda wielkopolska
  - Xu Yifan, chińska tenisistka
- 9 sierpnia:
  - Ahmed Azzaqa, libijski piłkarz
  - Robelis Despaigne, kubański taekwondzista
  - Július Hudáček, słowacki hokeista
  - Willian, brazylijski piłkarz
- 10 sierpnia:
  - Nicoleta Albu, rumuńska wioślarka
  - Priscila Daroit, brazylijska siatkarka
  - Erkand Qerimaj, albański sztangista
- 11 sierpnia:
  - Jake Kaminski, amerykański łucznik
  - Patrick Mills, australijski koszykarz
  - Tyne Stecklein, amerykańska aktorka, tancerka
- 12 sierpnia:
  - Maria Suelen Altheman, brazylijska judoczka
  - Radosław Dimitrow, bułgarski piłkarz
  - Tyson Fury, brytyjski bokser
  - Justin Gaston, amerykański aktor, model, piosenkarz
  - Tejay van Garderen, amerykański kolarz szosowy
  - Rami Gerszon, izraelski piłkarz
  - Lazarus Kaimbi, namibijski piłkarz
  - Leah Pipes, amerykańska aktorka
- 13 sierpnia:
  - Andrea Di Corrado, włoski kolarz szosowy
  - Sandra Drabik, polska bokserka
  - Michał Luch, polski szachista
  - Karen Marie Ørsted, duńska piosenkarka, autorka tekstów
- 14 sierpnia:
  - Ljubomir Fejsa, serbski piłkarz
  - Roniel Iglesias, kubański bokser
  - Natalia Pacierpnik, polska kajakarka górska
  - Sha Li, chińska lekkoatletka, trójskoczkini
  - Anna Smith, brytyjska tenisistka
- 15 sierpnia – Boban Marjanović, serbski koszykarz
- 16 sierpnia:
  - Brandon Buck, kanadyjski hokeista
  - Amanda Campos Francisco, brazylijska siatkarka
  - Krystian Jurowski, polski judoka
  - Kazuhiro Kokubo, japoński snowboardzista
  - Rony Martínez, honduraski piłkarz
  - Rumer Willis, amerykańska aktorka
  - Parker Young, amerykański aktor, model
- 17 sierpnia:
  - Justin Dorey, kanadyjski narciarz dowolny
  - Johanna Larsson, szwedzka tenisistka
  - Wojciech Moranda, polski szachista
  - Erika Toda, japońska aktorka
- 19 sierpnia:
  - Laura Deas, brytyjska skeletonistka
  - Marijeta Draženović, chorwacka siatkarka
  - Wiktorija Kutuzowa, ukraińska tenisistka
  - Joan Oumari, libański piłkarz
  - Tyler Reed, amerykański pływak
  - Karolina Riemen-Żerebecka, polska narciarka dowolna
- 20 sierpnia:
  - Jacek Jarecki, polski koszykarz
  - Jerryd Bayless, amerykański koszykarz
- 21 sierpnia:
  - Gaetano Berardi, szwajcarski piłkarz
  - Tim Collins, amerykański baseballista
  - Ivan Fatić, czarnogórski piłkarz
  - Ioan Hora, rumuński piłkarz
  - Anna Jakubowska, polska szachistka
  - Robert Lewandowski, polski piłkarz
  - Joanna Mitrosz, polska gimnastyczka
  - Roksana Zasina, polska zapaśniczka
- 22 sierpnia:
  - Laura Dreyfuss, amerykańska aktorka i wokalistka
  - Artiom Dziuba, rosyjski piłkarz
- 23 sierpnia:
  - Misza Ałojan, rosyjski bokser pochodzenia ormiańskiego
  - Alice Glass, kanadyjska piosenkarka
  - Wolha Hawarcowa, białoruska tenisistka
  - Carl Hagelin, szwedzki hokeista
  - Jeremy Lin, amerykański koszykarz pochodzenia tajwańskiego
  - Kimberly Matula, amerykańska aktorka
  - John Mintoff, maltański piłkarz
  - Amy Pemberton, brytyjska aktorka
  - Saulius Ritter, litewski wioślarz
- 24 sierpnia:
  - Nicholas Alexander, amerykański skoczek narciarski
  - Rupert Grint, brytyjski aktor
- 25 sierpnia:
  - Alexandra Burke, brytyjska piosenkarka
  - Ouwo Moussa Maazou, nigerski piłkarz
  - Veronik Skorupka, niemiecka siatkarka
- 26 sierpnia:
  - Tori Black, amerykańska aktorka pornograficzna
  - Maria Laura, belgijska księżniczka
  - Danielle Savre, amerykańska aktorka, piosenkarka, tancerka
  - Wayne Simmonds, kanadyjski hokeista
- 27 sierpnia:
  - Martin Häner, niemiecki hokeista na trawie
  - Alexa Vega, amerykańska aktorka
- 28 sierpnia:
  - Alexandra Camenscic, mołdawska biathlonistka
  - Rosannagh MacLennan, kanadyjska gimnastyczka
  - Klaudia Ungerman, polska modelka, zdobywczyni tytułu Miss Polski
- 29 sierpnia:
  - Harry Aikines-Aryeetey, brytyjski lekkoatleta, sprinter
  - Agim Ibraimi, macedoński piłkarz pochodzenia albańskiego
  - Bartosz Kurek, polski siatkarz
  - Tungalagijn Mönchtujaa, mongolska zapaśniczka
  - Tino Paasche, niemiecki bobsleista
  - Jurij Płeszakow, ukraiński piłkarz (zm. 2020)
  - Artem Putiwcew, ukraiński piłkarz
  - Ivan Radovanović, serbski piłkarz
  - Myrthe Schoot, holenderska siatkarka
  - Grzegorz Zengota, polski żużlowiec
- 30 sierpnia:
  - Andrea Morassi, włoski skoczek narciarski
  - Laura Põldvere, estońska piosenkarka
- 31 sierpnia:
  - Antoine Adams, lekkoatleta, sprinter z Saint Kitts i Nevis
  - Karolina Bochra, polska piłkarka
  - Ken Kallaste, estoński piłkarz
  - Joandry Leal, kubański siatkarz
  - Vianney Mabidé, środkowoafrykański piłkarz
  - Megan McCauley, amerykańska piosenkarka, autorka tekstów
  - David Ospina, kolumbijski piłkarz, bramkarz
  - Jurij Postrigaj, rosyjski kajakarz
  - Mahamane Traoré, malijski piłkarz
- 1 września:
  - Almog Kohen, izraelski piłkarz
  - Gergő Lovrencsics, węgierski piłkarz
  - Taryn Marler, australijska aktorka
  - Miles Plumlee, amerykański koszykarz
- 3 września:
  - Jérôme Boateng, niemiecki piłkarz pochodzenia ghańskiego
  - Sinan Bolat, turecki piłkarz, bramkarz
  - Karolina Florczak, polska siatkarka
  - Carla Suárez Navarro, hiszpańska tenisistka
  - Tine Urnaut, słoweński siatkarz
- 4 września:
  - Mustapha Carayol, gambijski piłkarz
  - Adelina Cojocariu, rumuńska wioślarka
  - Adam Duvall, amerykański baseballista
  - Ovidijus Galdikas, litewski koszykarz
  - J.J. Hickson, amerykański koszykarz
  - Hernán Márquez, meksykański bokser
  - Taylor Ritzel, amerykańska wioślarka
- 5 września – Allyson Carroll, amerykańska snowboardzistka
- 6 września – Mariel Medina, portorykańska siatkarka
- 7 września:
  - Paul Iacono, amerykański aktor
  - Weronika Karbowiak, polska judoczka
  - Yağmur Koçyiğit, turecka siatkarka
  - Anna Lewandowska, polska sportsmenka
  - Kevin Love, amerykański koszykarz
  - Wiktoria Marinowa, bułgarska dziennikarka (zm. 2018)
  - Arnór Smárason, irlandzki piłkarz
  - Damian Wojtaszek, polski siatkarz
- 8 września:
  - Adrián Bone, ekwadorski piłkarz, bramkarz
  - Lauren Gibbemeyer, amerykańska siatkarka
  - Patrick Hager, niemiecki hokeista
  - Betina Jozami, argentyńska tenisistka
  - Rie Kanetō, japońska pływaczka
  - Licá, portugalski piłkarz
  - Ben Payal, luksemburski piłkarz
  - Gustav Schäfer, niemiecki perkusista, członek zespołu Tokio Hotel
- 9 września:
  - Bassem Amin, egipski szachista
  - Sukanya Chomchuendee, tajska lekkoatletka, tyczkarka
  - Danilo D’Ambrosio, włoski piłkarz
  - Piotr Janiak, polski siatkarz plażowy, trener piłki siatkowej
  - Will Middlebrooks, amerykański baseballista
  - Helke Nieschlag, niemiecka wioślarka
  - Jewgienij Rymariew, kazachski hokeista
  - Ádám Vass, węgierski piłkarz
- 10 września:
  - Agnieszka Lewandowska, polska lekkoatletka, oszczepniczka
  - Anthony Obame, gaboński taekwondzista
  - Katarzyna Olczyk, polska siatkarka
  - Awi Rikan, izraelski piłkarz
  - Coco Rocha, kanadyjska modelka, tancerka
  - Jordan Staal, kanadyjski hokeista
- 11 września:
  - Xaimara Colon, portorykańska siatkarka
  - Anastasija Czaun, rosyjska pływaczka
  - Katarzyna Dufrat, polska brydżystka
  - Lee Yong-dae, południowokoreański badmintonista
  - Michael Zullo, australijski piłkarz
- 12 września:
  - Amanda Jenssen, szwedzka piosenkarka
  - José Ariel Núñez, paragwajski piłkarz
- 13 września:
  - Eva-Maria Brem, austriacka narciarka alpejska
  - Aleksandra Fiedoriwa, rosyjska lekkoatletka, sprinterka
  - Lester Peltier, trynidadzko-tobagijski piłkarz
  - Luis Rentería, panamski piłkarz (zm. 2014)
  - Keith Treacy, irlandzki piłkarz
  - Marek Trončinský, czeski hokeista (zm. 2021)
  - Wang Ki-chun, południowokoreański judoka
- 14 września:
  - Anatolii Cîrîcu, mołdawski sztangista
  - Martin Fourcade, francuski biathlonista
  - Hayley Jones, brytyjska lekkoatletka, sprinterka
  - Michał Kołodziejczak, polski rolnik, polityk, poseł na Sejm RP
  - Sean Maitland, nowozelandzki i szkocki rugbysta
  - Iwan Markow, bułgarski sztangista
  - Georgina Tarasiuk, polska piosenkarka
- 15 września:
  - Valerie Gonzalez, portorykańska siatkarka
  - James Hanson, australijski rugbysta
  - Chelsea Kane, amerykańska aktorka, piosenkarka
  - Daniel McDonnell, amerykański siatkarz
  - Jukka Raitala, fiński piłkarz
  - Sohib Suwonkulow, tadżycki piłkarz
  - Tanja Žakelj, słoweńska kolarka górska
- 16 września:
  - Maret Balkestein-Grothues, holenderska siatkarka
  - Jessica Botter, szwajcarska lekkoatletka, tyczkarka
  - Joanna Osyda, polska aktorka
  - Shara Proctor, brytyjsko-włoska lekkoatletka, skoczkini w dal
  - Dimitris Siowas, grecki piłkarz
- 18 września:
  - Li Xuepeng, chiński piłkarz
  - Oksana Mołłowa, ukraińska koszykarka
  - Nathalie Piquion, francuska tenisistka
  - Yūichi Sugita, japoński tenisista
- 20 września:
  - Ołeksandr Kołczenko, ukraiński koszykarz
  - Siergiej Bobrowski, rosyjski hokeista, bramkarz
  - Khabib Nurmagomedov, czeczeński zawodnik MMA
  - Samuel Di Carmine, włoski piłkarz
  - Żambył Kukiejew, kazachski piłkarz
  - Fabrício Mafuta, angolski piłkarz
  - Dino Pita, bośniacki koszykarz
  - Olga Rudnicka, polska pisarka
- 22 września:
  - Sohrab Moradi, irański sztangista
  - Nadja Nadgornaja, niemiecka piłkarka ręczna pochodzenia ukraińskiego
  - Max Salminen, szwedzki żeglarz sportowy
  - Teresa Starzec, polska lekkoatletka
- 23 września:
  - Jedd Gyorko, amerykański baseballista
  - Chiukepo Msowoya, malawijski piłkarz
  - Juan Martín del Potro, argentyński tenisista
  - Shanaze Reade, brytyjska kolarka torowa i BMX
  - David Unterberger, austriacki skoczek narciarski
  - Yannick Weber, szwajcarski piłkarz
- 24 września:
  - Joline Höstman, szwedzka pływaczka
  - Genevieve Morrison, kanadyjska zapaśniczka
  - Birgit Õigemeel, estońska piosenkarka
  - Moisés Sierra, dominikański baseballista
  - Kyle Sullivan, amerykański aktor
  - Szymon Piotr Warszawski, polski aktor
- 25 września:
  - Nemanja Gordić, bośniacki koszykarz, posiadający także serbskie obywatelstwo
  - Raja Fenske, amerykański aktor pochodzenia hinduskiego
  - Samantha Henry-Robinson, jamajska lekkoatletka, sprinterka
  - Jekatierina Koniewa, rosyjska lekkoatletka, trójskoczkini
  - Maciej Wilusz, polski piłkarz
- 26 września:
  - James Blake, brytyjski twórca i wykonawca muzyki elektronicznej
  - Florence Bosire, kenijska siatkarka
  - Laura Fernández, hiszpańska łyżwiarka figurowa
  - Robert Hurley, austriacki pływak
  - Kiira Korpi, fińska łyżwiarka figurowa
  - Guillermo Molins, szwedzki piłkarz pochodzenia urugwajskiego
  - Servet Tazegül, turecki taekwondzista
  - Wei Qiuyue, chińska siatkarka
- 27 września:
  - Matthias Flückiger, szwajcarski kolarz górski i przełajowy
  - Lisa Ryzih, niemiecka lekkoatletka, tyczkarka
  - Nicolás Terol, hiszpański motocyklista wyścigowy
- 28 września:
  - Marin Čilić, chorwacki tenisista
  - Esmée Denters, holenderska piosenkarka
  - Martina Grimaldi, włoska pływaczka długodystansowa
  - Irena Pavlovic, francuska tenisistka pochodzenia serbskiego
- 29 września:
  - Kevin Durant, amerykański koszykarz
  - Marta Liniewska, polska wioślarka
  - Dietmar Nöckler, włoski biegacz narciarski
  - Julia Richter, niemiecka wioślarka
- 30 września:
  - Bořek Dočkal, czeski piłkarz
  - Kristina Jordanska, bułgarska siatkarka
  - Kurt Kuschela, niemiecki kajakarz, kanadyjkarz
  - Chris Wright, amerykański koszykarz
- 1 października:
  - Cariba Heine, australijska aktorka, tancerka
  - Artur Pătraș, mołdawski piłkarz
  - Julija Pidłużna, rosyjska lekkoatletka, skoczkini w dal
  - Rachel Rourke, australijska siatkarka
- 2 października:
  - Jack Collison, walijski piłkarz
  - Alise Dimante, łotewska lekkoatletka, tyczkarka
  - Brittany Howard, amerykańska wokalistka, gitarzystka, członkini zespołu Alabama Shakes
  - Marina Karnauszczenko, rosyjska lekkoatletka, sprinterka
  - Abel Kiprop Mutai, kenijski lekkoatleta, długodystansowiec
  - Ivan Zaytsev, włoski siatkarz pochodzenia rosyjskiego
- 3 października:
  - A$AP Rocky, amerykański raper
  - Max Giesinger, niemiecki piosenkarz
  - Erika Karkuszewska, polska aktorka
  - Pak Nam-chol, północnokoreański piłkarz
  - Sun Linlin, chińska łyżwiarka szybka, specjalistka short tracku
  - Alicia Vikander, szwedzka tancerka, aktorka
  - Damian Walczak(inne języki), polski aktor
- 4 października:
  - Alan Andersz, polski aktor, tancerz
  - Melissa Benoist, amerykańska aktorka, wokalistka
  - Anna Berecz, węgierska narciarka alpejska
  - Lonnie Chisenhall, amerykański baseballista
  - Caner Erkin, turecki piłkarz
  - Junior Fernándes, chilijski piłkarz pochodzenia brazylijskiego
  - Derrick Rose, amerykański koszykarz
  - Magdaléna Rybáriková, słowacka tenisistka
- 5 października:
  - Sona Əhmədli, azerska zapaśniczka
  - Bahar Kızıl, jedna z wokalistek zespołu Monrose
  - Robbie Kruse, australijski piłkarz
- 7 października – Ana Miguel Pedro, portugalska prawnik, polityk
- 8 października:
  - Əfran İsmayılov, azerski piłkarz
  - Dragana Svitlica, bośniacka koszykarka
- 9 października:
  - Frank Hassell, amerykański koszykarz
  - Starling Marte, dominikański baseballista
  - Blessing Okagbare, nigeryjska lekkoatletka, sprinterka, trójskoczkini i skoczkini w dal
- 10 października:
  - Luis Cardozo, paragwajski piłkarz
  - Rudy Gestede, beniński piłkarz
  - Brown Ideye, nigeryjski piłkarz
  - Aleksandra Kotlyarova, uzbecka lekkoatletka, skoczkini w dal i trójskoczkini
  - Silvia Lussana, włoska siatkarka
  - Ałen Zasiejew, ukraiński zapaśnik
- 11 października:
  - Ade Alleyne-Forte, trynidadzki lekkoatleta, sprinter
  - Séamus Coleman, irlandzki piłkarz
  - Mekonnen Gebremedhin, etiopski lekkoatleta, średniodystansowiec
  - Aleksandra Skarzyńska, polska pięcioboistka nowoczesna
  - Mario Todorović, chorwacki pływak
- 12 października:
  - Katarzyna Gawor, polska koszykarka
  - Jere Kykkänen, fiński skoczek narciarski
  - Michał Mysera, polski siatkarz
  - Andrzej Śliwka, polski prawnik i urzędnik państwowy, wiceminister
  - Nicat Şıxəlizadə, azerski judoka
  - 2sty, polski raper
- 13 października:
  - Daniel Beichler, austriacki piłkarz
  - Norris Cole, amerykański koszykarz
  - Václav Pilař, czeski piłkarz
  - Susan Thorsgaard, duńska piłkarka ręczna
  - Elżbieta Zielińska, polska polityk, posłanka na Sejm RP
- 14 października:
  - Yusef Ali, katarski piłkarz pochodzenia saudyjskiego
  - Florencia Carlotto, argentyńska siatkarka
  - MacKenzie Mauzy, amerykańska aktorka
  - Glen Maxwell, australijski krykiecista
  - Max Thieriot, amerykański aktor
- 15 października:
  - Trent Dalzell, australijski aktor
  - Megan Hodge-Easy, amerykańska siatkarka
  - Dominique Jones, amerykański koszykarz
  - Felipe Mattioni, brazylijski piłkarz
  - Imane Merga, etiopski lekkoatleta, długodystansowiec
  - Mesut Özil, niemiecki piłkarz pochodzenia tureckiego
  - Genny Caterina Pagliaro, włoska sztangistka
- 16 października:
  - Tumua Anae, amerykańska piłkarka wodna, bramkarka
  - Igors Tarasovs, łotewski piłkarz
- 17 października:
  - Dami Im, australijsko-koreańska piosenkarka i autorka tekstów
  - Anna Kokoszka-Romer, polska dziennikarka, dokumentalistka
- 18 października:
  - Efe Ambrose, nigeryjski piłkarz
  - Mads Glæsner, duński pływak
  - Marie-Pier Préfontaine, kanadyjska narciarka alpejska
  - Andrej Staś, białoruski hokeista
- 19 października:
  - Irene Escolar, hiszpańska aktorka
  - Aleksandra Hamkało, polska aktorka
  - Saša Starović, serbski siatkarz
- 20 października:
  - Natalia Czerwonka, polska łyżwiarka szybka
  - Ma Long, chiński tenisista stołowy
  - Francena McCorory, amerykańska lekkoatletka, sprinterka
  - Risa Niigaki, japońska piosenkarka, aktorka
  - Camila de Paula Brait, brazylijska siatkarka
  - Candice Swanepoel, południowoafrykańska modelka
- 21 października:
  - Ousman Jallow, gambijski piłkarz
  - Isabell Ost, niemiecka łyżwiarka szybka
  - Jonathan Parr, norweski piłkarz
  - Glen Powell, amerykański aktor
  - Blanca Suárez, hiszpańska aktorka
  - Elías Viñoles, argentyński aktor
- 23 października:
  - Nicolaj Agger, duński piłkarz
  - Nia Ali, amerykańska lekkoatletka, płotkarka
  - Jordan Crawford, amerykański koszykarz
  - Wiktorija Czaplina, rosyjska siatkarka
- 24 października:
  - Dawid Czupryński, polski aktor
  - Deng Zhuoxiang, chiński piłkarz
  - Julija Kalina, ukraińska sztangistka
  - Antonio Ríos, meksykański piłkarz
  - Mallory Steux, francuska siatkarka
  - Aleksandr Wołkow, rosyjski zawodnik MMA
- 25 października:
  - Robson Conceição, brazylijski bokser
  - Chandler Parsons, amerykański koszykarz
  - Klaudia Pielesz, polska piłkarka ręczna
- 26 października:
  - Little Caprice, czeska modelka i aktorka pornograficzna
  - Artiom Czebotariow, rosyjski bokser
  - Nicolás Sánchez, argentyński rugbysta
- 27 października:
  - Brady Ellison, amerykański łucznik
  - Fashawn, amerykański raper
  - Aaron Johnson, amerykański koszykarz
  - Marija Karakaszewa, bułgarska siatkarka
  - Sanne van Paassen, holenderska kolarka przełajowa i szosowa
  - Evan Turner, amerykański koszykarz
- 28 października:
  - Samuel Blenkinsop, nowozelandzki kolarz górski
  - Vladimirs Kamešs, łotewski piłkarz
  - Kim Un-guk, północnokoreański sztangista
  - Devon Murray, irlandzki aktor
  - Shey Peddy, amerykańska koszykarka
- 29 października:
  - Ryan Cochrane, kanadyjski pływak
  - Florin Gardoș, rumuński piłkarz
  - Ilona Gierak, polska siatkarka
  - Ana Foxxx, amerykańska aktorka pornograficzna
  - Andy King, walijski piłkarz
  - Dmitrij Muserski, rosyjski siatkarz pochodzenia ukraińskiego
- 30 października:
  - Janice Alatoa, vanuacka lekkoatletka, sprinterka
  - Julija Biessonna, rosyjska siatkarka
  - Lecia Brown, amerykańska siatkarka pochodzenia jamajskiego
  - Tandara Caixeta, brazylijska siatkarka
  - Janel Parrish, amerykańska aktorka, piosenkarka, pianistka
- 31 października:
  - Cole Aldrich, amerykański koszykarz
  - Karolina Bednarek, polska siatkarka
  - Sébastien Buemi, szwajcarski kierowca wyścigowy
  - Jeffrey Menzel, amerykański siatkarz
  - Gabriel Torres, panamski piłkarz
  - Elizabeth Yarnold, brytyjska skeletonistka
- 1 listopada:
  - Scott Arfield, kanadyjski piłkarz
  - Ai Fukuhara, japońska tenisistka stołowa
  - Masahiro Tanaka, japoński baseballista
- 2 listopada:
  - Stefano Celozzi, niemiecki piłkarz pochodzenia włoskiego
  - Julia Görges, niemiecka tenisistka
  - Irwan Shah, singapurski piłkarz
  - Eddy Vilard, meksykański aktor
  - Ana Spiridopulu, grecka koszykarka
- 3 listopada:
  - Renan Bressan, białoruski piłkarz pochodzenia brazylijskiego
  - Bruno César, brazylijski piłkarz
  - Veli Kavlak, austriacki piłkarz pochodzenia tureckiego
  - Lydia Maiyo, kenijska siatkarka
  - Angus McLaren, australijski aktor
  - Kimberly Williams, jamajska lekkoatletka, trójskoczkini
- 4 listopada:
  - Prince Oniangué, kongijski piłkarz
  - Aleksandra Packiewicz, rosyjska pływaczka synchroniczna
  - Christian Ramos, peruwiański piłkarz
- 5 listopada:
  - Yannick Borel, francuski szpadzista
  - Luiza Gega, albańska lekkoatletka, biegaczka średnio- i długodystansowa
  - Elżbieta Paździerska, polska koszykarka
  - Małgorzata Stasiak, polska piłkarka ręczna
- 6 listopada:
  - Neal Eardley, walijski piłkarz
  - Aleksandra Ełbakian, kazachska programistka
  - John Holland, amerykański koszykarz
  - Kim Hyeon-woo, południowokoreański zapaśnik
  - Ana Cláudia Lemos, brazylijska lekkoatletka, sprinterka
  - Erik Lund, szwedzki piłkarz
  - Emma Stone, amerykańska aktorka
  - Conchita Wurst, austriacki piosenkarz występujący jako drag queen
- 7 listopada:
  - Ołeksandr Dołhopołow, ukraiński tenisista
  - Elsa Hosk, szwedzka modelka
  - Gani Lawal, amerykański koszykarz
  - Thomas Schneider, niemiecki lekkoatleta, sprinter
  - Tina Šutej, słoweńska lekkoatletka, tyczkarka
  - Tinie Tempah, brytyjski raper pochodzenia nigeryjskiego
- 8 listopada:
  - Yasmani Grandal, amerykański baseballista pochodzenia kubańskiego
  - Jared Kusnitz, amerykański aktor pochodzenia żydowskiego
  - Jessica Lowndes, kanadyjska aktorka, piosenkarka
  - Dan Mori, izraelski piłkarz
  - Adriana Nikołowa, bułgarska szachistka, sędzina szachowa
  - Sven Schipplock, niemiecki piłkarz
  - Andrejs Šeļakovs, łotewski koszykarz
- 9 listopada:
  - Nikki Blonsky, amerykańska aktorka, piosenkarka pochodzenia czesko-irlandzkiego
  - Wencisław Christow, bułgarski piłkarz
  - Anna Gawron, polska siatkarka
  - Misheel Jargalsaikhan, polska aktorka niezawodowa pochodzenia mongolskiego
  - Alex Pearce, irlandzki piłkarz
  - Shanon Phillip, grenadyjski piłkarz
  - Analeigh Tipton, amerykańska łyżwiarka figurowa, aktorka, modelka
- 10 listopada:
  - Anna Kornuta, ukraińska lekkoatletka, skoczkini w dal
  - Mie Bekker Lacota, duńska kolarka torowa i szosowa
  - Cazzi Opeia, szwedzka piosenkarka, autorka tekstów, kompozytorka
- 12 listopada:
  - Jantel Lavender, amerykańska koszykarka
  - Alex Montgomery, amerykańska koszykarka
  - Benjamin Moukandjo, kameruński piłkarz
  - Róbert Pich, słowacki piłkarz
  - Cindy Rondón, dominikańska siatkarka
  - Russell Westbrook, amerykański koszykarz
- 13 listopada – Anna-Theresa Kluchert, niemiecka wioślarka
- 14 listopada:
  - Simon Schempp, niemiecki biathlonista
  - Nina Dorthea Terjesen, norweska motorowodniaczka
- 15 listopada:
  - Quanitra Hollingsworth, amerykańska koszykarka, posiadająca także tureckie obywatelstwo
  - B.o.B, amerykański raper
  - Dardan Berisha, polski koszykarz pochodzenia kosowskiego
  - Kamilia Hayder, polska lekkoatletka, sprinterka
  - Mika Järvinen, fiński hokeista
  - Morgan Parra, francuski rugbysta
  - Semih Yagci, turecki sztangista
- 17 listopada:
  - Beatriz García Vidagany, hiszpańska tenisistka
  - Eric Lichaj, amerykański piłkarz pochodzenia polskiego
  - Joanna Łochowska, polska sztangistka
- 18 listopada:
  - Łarisa Ilczenko, rosyjska pływaczka długodystansowa
  - Selime İlyasoğlu, turecka siatkarka
  - José Peñarrieta, boliwijski piłkarz, bramkarz
  - Marie Josée Ta Lou, iworyjska lekkoatletka, sprinterka
  - Alejandro Valdés, kubański zapaśnik
- 20 listopada:
  - Cody Allen, amerykański baseballista
  - Marie-Laure Brunet, francuska biathlonistka
  - Maria Inaly Morazán, nikaraguańska wszechstronna lekkoatletka
  - Max Pacioretty, amerykański hokeista
  - Roberto Rosales, wenezuelski piłkarz
  - Karolina Szablewska, polska lekkoatletka, wieloboistka
  - Dušan Tadić, serbski piłkarz
- 21 listopada:
  - Sina Candrian, szwajcarska snowboardzistka
  - Eric Frenzel, niemiecki kombinator norweski
  - Nikita Łobincew, rosyjski pływak
  - Patrícia Mamona, portugalska lekkoatletka, trójskoczkini
  - Larry Sanders, amerykański koszykarz
- 22 listopada:
  - Jamie Campbell Bower, angielski aktor
  - Agata Chaliburda, polska koszykarka
- 24 listopada:
  - Siarhiej Karniejeu, białoruski bokser
  - Anthony Ogogo, brytyjski bokser
  - Dorian van Rijsselberghe, holenderski żeglarz sportowy
  - Erika Sema, japońska tenisistka
- 25 listopada:
  - Richard Kissi Boateng, ghański piłkarz
  - Lalonde Gordon, trynidadzko-tobagijski lekkoatleta, sprinter
  - Omar Johnson, jamajski lekkoatleta, sprinter
  - Nodar Kumaritaszwili, gruziński saneczkarz (zm. 2010)
  - Stephenie Ann McPherson, jamajska lekkoatletka, sprinterka
  - Karlen Mykyrtczian, ormiański piłkarz
- 26 listopada:
  - Tamsin Egerton, brytyjska aktorka, modelka
  - Dariusz Gruszka, polski hokeista
  - Liu Qiuhong, chińska łyżwiarka szybka, specjalistka short tracku
- 27 listopada:
  - Andrej Gyłybinow, bułgarski piłkarz
  - Tomas H. Jonasson, szwedzki żużlowiec
  - David Morris, irlandzki snookerzysta
  - Gabriela Polańska, polska siatkarka
  - Miroslav Šmajda, słowacki piosenkarz, muzyk, producent muzyczny
  - Johan Venegas, kostarykański piłkarz
- 28 listopada:
  - Arnold Bouka Moutou, kongijski piłkarz
  - Hiroki Fujiharu, japoński piłkarz
  - Yami Gautam, indyjska aktorka
  - Sunday Mba, nigeryjski piłkarz
  - Florencia Molinero, argentyńska tenisistka
  - Lloyd Palun, gaboński piłkarz
  - René Holten Poulsen, duński kajakarz
  - Marko Tarabochia, bośniacki piłkarz ręczny pochodzenia chorwackiego
- 29 listopada:
  - Mana Dembélé, malijski piłkarz
  - Lore Gillis, belgijska siatkarka
  - Anas Bani Jasin, jordański piłkarz
  - Stephan Krüger, niemiecki wioślarz
  - Miho Takahashi, japońska siatkarka
- 30 listopada:
  - Karolina Filipowicz, polska siatkarka
  - Phillip Hughes, australijski krykiecista (zm. 2014)
  - Robert Karaś, polski triathlonista
  - Juraj Mikuš, słowacki hokeista
- 1 grudnia:
  - Jelena Blagojević, serbska siatkarka
  - Papy Djilobodji, senegalski piłkarz
  - Tyler Joseph(inne języki), amerykański wokalista, członek zespołu Twenty One Pilots
  - Mihály Korhut, węgierski piłkarz
  - Zoë Kravitz, amerykańska aktorka, piosenkarka, modelka
  - Michał Piękoś, polski dziennikarz, publicysta
  - Manuel Štrlek, chorwacki piłkarz ręczny
- 2 grudnia – Alfred Enoch, brytyjski aktor
- 4 grudnia:
  - Miki Kanie, japońska łuczniczka
  - Dienis Kuzin, kazachski łyżwiarz szybki
  - Andrij Pylawski, ukraiński piłkarz
- 5 grudnia:
  - Tina Charles, amerykańska koszykarka
  - Carmelita Correa, meksykańska lekkoatletka, tyczkarka
  - Michelle Nogueras, portorykańska siatkarka
  - Joanna Rowsell, brytyjska kolarka szosowa i torowa
  - Olga Semeniuk, polska urzędniczka państwowa, wiceminister
  - Miralem Sulejmani, serbski piłkarz pochodzenia gorańskiego
  - Anna Szymańska, polska piłkarka, bramkarka
- 6 grudnia:
  - Nathan Mitchell, kanadyjski aktor
  - Megumi Nakata, japońska lekkoatletka, tyczkarka
  - Andrij Nowak, ukraiński piłkarz, bramkarz
  - Nils Petersen, niemiecki piłkarz
  - Rafał Woźniak, polski wioślarz
- 7 grudnia:
  - Nathan Adrian, amerykański pływak
  - Emily Browning, australijska aktorka
  - Benjamin Clementine, brytyjski piosenkarz, muzyk, kompozytor, autor tekstów
  - Andrew Goudelock, amerykański koszykarz
  - Aynur Kərimova, azerska siatkarka
  - Julyan Stone, amerykański koszykarz
- 9 grudnia:
  - Kwadwo Asamoah, ghański piłkarz
  - Alaksandr Hrabowik, białoruski zapaśnik
  - Ji Liping, chińska pływaczka
  - Georges Mandjeck, kameruński piłkarz
  - Veronika Vítková, czeska biathlonistka
- 10 grudnia – Neven Subotić, serbski piłkarz
- 11 grudnia:
  - Alia Atkinson, jamajska pływaczka
  - Éverton Cardoso, brazylijski piłkarz
  - Kim Kyong-il, północnokoreański piłkarz
  - Tomasz Landowski, polski hokeista
  - Martyna Prawdzik, polska judoczka
  - Božo Starčević, chorwacki zapaśnik
  - Anton Ziemlanuchin, kirgiski piłkarz
- 12 grudnia:
  - Roihau Degage, tahitański piłkarz
  - Ham Eun-jung, południowokoreańska piosenkarka
  - Marta Jujka, polska koszykarka
  - Gianluca Maglia, włoski pływak
  - Michał Mitko, polski żużlowiec
  - Piotr Witkowski, polski aktor
- 13 grudnia – Patrycja Mazurczak, polska koszykarka
- 14 grudnia:
  - Nicolas Batum, francuski koszykarz
  - Vanessa Hudgens, amerykańska piosenkarka, aktorka, modelka, tancerka
  - Ebrima Sohna, gambijski piłkarz
- 15 grudnia:
  - Andreea Andrei, rumuńska florecistka
  - Floyd Ayité, togijski piłkarz
  - Sonia Grabowska, polska lekkoatletka, tyczkarka
  - Erik Gustafsson, szwedzki hokeista
  - Małgorzata Ławrynowicz, polska gimnastyczka
  - Ilona Senderek, polska łyżwiarka figurowa
  - Jelena Szałygina, kazachska zapaśniczka
- 16 grudnia:
  - Verone Chambers, jamajska lekkoatletka, sprinterka
  - Cho Jun-ho, południowokoreański judoka
  - Mats Hummels, niemiecki piłkarz
  - Hussein Javu, tanzański piłkarz
  - Kaitlyn Lawes, kanadyjska curlerka
  - Park Seo-joon, południowokoreański aktor, piosenkarz
  - Anna Popplewell, brytyjska aktorka
  - Aleksiej Szwied, rosyjski koszykarz
  - Julian Vaughn, amerykański koszykarz
- 17 grudnia:
  - Buka, polski raper
  - Jin Sun-yu, południowokoreańska panczenistka, specjalistka short tracku
  - Dawid Kowal, polski skoczek narciarski
  - David Rudisha, kenijski lekkoatleta, średniodystansowiec
- 18 grudnia:
  - Elliott Bennett, angielski piłkarz
  - Elizabeth Deignan, brytyjska kolarka szosowa i torowa
  - Mohamed El-Shenawy, egipski piłkarz, bramkarz
  - Thomas Koelewijn, holenderski siatkarz
  - Joanna Leszczyńska, polska wioślarka
  - Brianne Theisen-Eaton, kanadyjska lekkoatletka, wieloboistka
- 19 grudnia – Niklas Landin Jacobsen, duński bramkarz
- 20 grudnia:
  - Fathi Al-Talhy, libijski piłkarz
  - Mayra Herrera, gwatemalska lekkoatletka, chodziarka
  - Denise Herrmann, niemiecka biegaczka narciarska
  - Adam Hloušek, czeski piłkarz
  - Klaudia Kaczorowska, polska siatkarka
  - Mario Moraes, brazylijski kierowca wyścigowy
- 21 grudnia:
  - Kevin Anderson, amerykański koszykarz
  - Markeith Cummings, amerykański koszykarz
  - Danny Duffy, amerykański baseballista
  - Perri Shakes-Drayton, brytyjska lekkoatletka, płotkarka
- 22 grudnia:
  - Leigh Halfpenny, walijski rugbysta
  - David Lemieux, kanadyjski bokser
  - Monika Michałów, polska piłkarka ręczna
  - Juventina Napoleão, timorska lekkoatletka, maratonka
  - Ülkər Qənbərova, azerska lekkoatletka, tyczkarka
  - Zdeněk Ondrášek, czeski piłkarz
  - Anna Próchniak, polska aktorka
- 23 grudnia:
  - Erika Anschutz, amerykańska łuczniczka
  - Niclas Ekberg, szwedzki piłkarz ręczny
  - Tatjana Koszelewa, rosyjska siatkarka
  - Julia Murray, kanadyjska narciarka dowolna
  - Siyabonga Nhlapo, południowoafrykański piłkarz
  - Tony Ramoin, francuski snowboardzista
- 25 grudnia:
  - Dele Adeleye, nigeryjski piłkarz
  - Maja Anić, chorwacka wioślarka
  - Eric Gordon, amerykański koszykarz
  - Mwinyi Kazimoto, tanzański piłkarz
  - Marco Mengoni, włoski piosenkarz
  - Andrew Selby, walijski bokser
- 26 grudnia:
  - Dorcas Jepleting, kenijska siatkarka
  - Etien Velikonja, słoweński piłkarz
- 27 grudnia:
  - Joanna Budner, polska łyżwiarka figurowa
  - Tim Grohmann, niemiecki wioślarz
  - Rick Porcello, amerykański baseballista pochodzenia włoskiego
  - Hayley Williams, amerykańska wokalistka, członkini zespołu Paramore
  - Andrzej Wrona, polski siatkarz
- 28 grudnia:
  - Isłambiek Albijew, rosyjski zapaśnik pochodzenia czeczeńskiego
  - Ched Evans, walijski piłkarz
  - Enrica Merlo, włoska siatkarka
  - Martina Pretelli, sanmaryńska lekkoatletka, sprinterka
  - Adam Sarota, australijski piłkarz pochodzenia polskiego
  - Abdou Razack Traoré, burkiński piłkarz
- 29 grudnia:
  - Nicolai Klindt, duński żużlowiec
  - Rebecca Perry, amerykańska siatkarka
  - Ágnes Szávay, węgierska tenisistka
  - Yu, niemiecki gitarzysta, członek zespołu Cinema Bizarre
- 30 grudnia – Jan Mela, polski polarnik, najmłodszy w historii zdobywca bieguna północnego i bieguna południowego
- 31 grudnia:
  - Tijan Jaiteh, gambijski piłkarz
  - Kamila Kamińska, polska aktorka
  - Alain Traoré, burkiński piłkarz

## Zdarzenia astronomiczne
- 3 marca – zaćmienie Księżyca
- 18 marca – całkowite zaćmienie Słońca
- 27 sierpnia – zaćmienie Księżyca
- 11 września – obrączkowe zaćmienie Słońca
- 28 września – Wielka opozycja Marsa

## Nagrody Nobla
- z fizyki – Leon Lederman, Melvin Schwartz, Jack Steinberger
- z chemii – Johann Deisenhofer, Robert Huber, Hartmut Michel
- z medycyny – James Black, Gertrude Elion, George Hitchings
- z literatury – Nadżib Mahfuz
- nagroda pokojowa – Siły Pokojowe ONZ
- z ekonomii – Maurice Allais

## Święta ruchome
- Tłusty czwartek: 11 lutego
- Ostatki: 16 lutego
- Popielec: 17 lutego
- Niedziela Palmowa: 27 marca
- Wielki Czwartek: 31 marca
- Pamiątka śmierci Jezusa Chrystusa: 1 kwietnia
- Wielki Piątek: 1 kwietnia
- Wielka Sobota: 2 kwietnia
- Wielkanoc: 3 kwietnia
- Poniedziałek Wielkanocny: 4 kwietnia
- Wniebowstąpienie Pańskie: 12 maja
- Zesłanie Ducha Świętego: 22 maja
- Boże Ciało: 2 czerwca